# Pier Paolo Pasolini
Pier Paolo Pasolini (Bologna, 5 marzo 1922 – Roma, 2 novembre 1975) è stato un poeta, scrittore, regista, sceneggiatore, attore, pittore e drammaturgo italiano, considerato tra i maggiori intellettuali italiani del Novecento. Culturalmente versatile, si distinse in numerosi campi, lasciando contributi anche come pittore, romanziere, linguista, traduttore e saggista.
Attento osservatore dei cambiamenti della società italiana dal secondo dopoguerra sino alla metà degli anni settanta, nonché figura a tratti controversa, suscitò spesso forti polemiche e accesi dibattiti per la radicalità dei suoi giudizi, assai critici nei riguardi delle abitudini borghesi e della società dei consumi allora nascente in Italia (in tal senso definì i membri della borghesia italiana "bruti stupidi automi adoratori di feticci"), così come anche nei confronti del Sessantotto e dei suoi protagonisti (definì questi ultimi "figli di papà" e il Sessantotto un evidente episodio di "sacro teppismo di eletta tradizione risorgimentale"). Il suo rapporto con la propria omosessualità fu al centro del suo personaggio pubblico.

## Biografia
(Da Poesie mondane, in Poesia in forma di rosa (1961-64))

### L'infanzia e la giovinezza

Pasolini a Casarsa

Pier Paolo Pasolini, primogenito dell'ufficiale di fanteria bolognese Carlo Alberto Pasolini e della maestra friulana Susanna Colussi di Casarsa della Delizia, nacque nel quartiere Santo Stefano di Bologna il 5 marzo 1922, in via Borgonuovo 4, dove ora c'è una foresteria militare e una targa in marmo che lo ricorda.
Suo nonno Gaspare Argobasto Pasolini, nato nel 1845, era imparentato al ramo secondario dei Pasolini dall'Onda, un'antica famiglia nobile ravennate. Sia il nonno Argobasto che il padre Carlo Alberto erano amanti del gioco d'azzardo, passione che porterà la famiglia alla rovina economica.
A causa dei frequenti trasferimenti del padre, la famiglia, che da Bologna si era già trasferita a Parma, nel 1923 si stabilì a Conegliano e nel 1925 a Belluno, dove nacque il fratello Guido Alberto. A Belluno venne mandato all'asilo dalle suore, ma dopo pochi giorni si rifiutò di andarci e la famiglia acconsentì. Nel 1927 i Pasolini furono nuovamente a Conegliano, dove Pier Paolo venne iscritto alla prima elementare, non avendo ancora compiuto sei anni.

Pier Paolo Pasolini e la madre Susanna

L'anno successivo traslocarono a Casarsa della Delizia, in Friuli, ospiti della casa materna, poiché il padre era agli arresti per alcuni debiti. La madre, per far fronte alle difficoltà economiche, riprese l'insegnamento. Terminato il periodo di detenzione del padre, ricominciarono i trasferimenti a un ritmo quasi annuale. Fondamentali rimasero i soggiorni estivi a Casarsa.
Nel 1929 i Pasolini si spostarono nella vicina Sacile, sempre in ragione del mestiere del capofamiglia, e in quell'anno Pier Paolo aggiunse alla sua passione per il disegno quella della scrittura, cimentandosi in versi ispirati ai semplici aspetti della natura che osservava a Casarsa. Dopo un breve soggiorno a Idria, in Venezia Giulia (oggi in Slovenia), la famiglia ritornò a Sacile, dove Pier Paolo affrontò l'esame di ammissione al ginnasio. Venne rimandato in italiano, per poi superare la prova a ottobre. A Conegliano cominciò a frequentare la prima classe, ma a metà dell'anno scolastico 1932-1933 il padre fu trasferito a Cremona, dove la famiglia rimase fino al 1935 e Pier Paolo frequentò il Liceo Ginnasio Daniele Manin. Fu questo un triennio di intense fascinazioni e di un precoce ingresso nell'adolescenza, come testimonia il vibrante tratto autobiografico Operetta marina, scritto alcuni anni più tardi e pubblicato postumo insieme a Romàns.

Successivamente il padre ebbe un nuovo trasferimento a Scandiano, con gli inevitabili problemi di adattamento per il tredicenne, causati anche dal cambiamento di ginnasio a Reggio Emilia, che raggiungeva in treno.
In Pier Paolo crebbe la passione per la poesia e la letteratura, mentre lo abbandonava il fervore religioso del periodo dell'infanzia. Completato il ginnasio a Reggio Emilia, frequentò il Liceo Galvani di Bologna, dove incontrò il primo vero amico della giovinezza, il reggiano Luciano Serra. A Bologna, dove avrebbe trascorso sette anni, Pier Paolo coltivò nuove passioni, come quella del calcio, e alimentò la sua passione per la lettura comprando numerosi volumetti presso le bancarelle di libri usati sotto il portico della Libreria Nanni, circa di fronte a piazza Maggiore. Le letture spaziavano da Dostoevskij, Tolstoj e Shakespeare ai poeti romantici del periodo di Manzoni.
Al Liceo Galvani di Bologna fece conoscenza con altri amici, tra i quali Ermes Parini, Franco Farolfi, Sergio Telmon, Agostino Bignardi, Daniele Vargas, Elio Melli, e con loro costituì un gruppo di discussione letteraria. Intanto la sua carriera scolastica proseguiva con eccellenti risultati e nel 1939 venne promosso alla terza liceo con una media tanto alta da indurlo a saltare un anno per presentarsi alla maturità in autunno. Si iscrisse così, a soli diciassette anni, alla Facoltà di Lettere dell'Università di Bologna e scoprì nuove passioni culturali, come la filologia romanza e soprattutto l'estetica delle arti figurative, insegnata al tempo dall'affermato critico d'arte Roberto Longhi, laureandosi con lode.

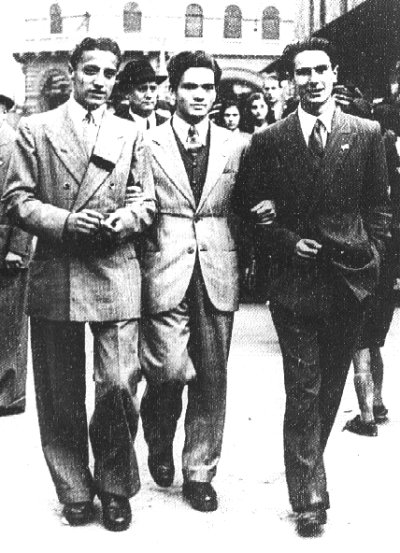
Pier Paolo Pasolini con Luciano Serra (a destra) e Francesco Leonetti (a sinistra) a Bologna nel 1940

Frequentava intanto il Cineclub di Bologna, dove si appassionò al ciclo dei film di René Clair; si dedicò allo sport e fu nominato capitano della squadra di calcio della Facoltà di Lettere; faceva gite in bicicletta con gli amici e frequentava i campeggi estivi che organizzava l'Università di Bologna. Con gli amici – l'immagine da offrire ai quali era sempre quella del "noi siamo virili e guerrieri", perché non percepissero nulla dei suoi travagli interiori – si incontrava, oltre che nelle aule dell'Università, anche nei luoghi istituiti dal regime fascista per la gioventù, come il GUF, i campeggi della "Milizia", le competizioni dei Littoriali della cultura. Procedevano in questo periodo le letture delle Occasioni di Montale, di Ungaretti e delle traduzioni dei lirici greci di Quasimodo, mentre fuori dall'ambito poetico leggeva soprattutto Freud e ogni cosa che fosse disponibile in traduzione italiana.
Nel 1941 la famiglia Pasolini trascorse come ogni anno le vacanze estive a Casarsa e Pier Paolo scrisse poesie che allegava alle lettere per gli amici bolognesi tra i quali, oltre l'amico Serra, erano inclusi Roberto Roversi e il cosentino Francesco Leonetti, verso i quali sentiva un forte sodalizio:
Il padre era stato richiamato in servizio ed era partito per l'Africa Orientale, dove verrà fatto prigioniero dagli inglesi.
I quattro giovani pensarono di fondare una rivista dal titolo Eredi alla quale Pasolini volle conferire un programma sovraindividuale:
La rivista non vedrà la luce a causa delle restrizioni ministeriali sull'uso della carta, ma quell'estate del 1941 rimarrà per i quattro amici indimenticabile. Cominciarono intanto ad apparire nelle poesie di Pasolini alcuni frammenti di dialogo in friulano, anche se le poesie inviate agli amici continuavano a essere composte da versi improntati alla letteratura in lingua italiana.

### Le prime esperienze letterarie
Di ritorno da Casarsa, all'inizio dell'autunno scoprì di aver nel cuore la lingua friulana e tra gli ultimi mesi del 1941 e i primi del 1942 scrisse i versi che, raccolti in un libretto intitolato Poesie a Casarsa, verranno pubblicati il 14 luglio 1942, a spese dell'autore, e saranno subito notati da Gianfranco Contini (che gli dedicherà una recensione positiva), da Alfonso Gatto e dal critico Antonio Russi. Queste poesie saranno da lui stesso tradotte in italiano nel tentativo di rivendicare una poetica del friulano come lingua letteraria e verranno raccolte nel volume La meglio gioventù (1954). Nel luglio 1942 passò tre settimane in un campo di addestramento per allievi ufficiali presso Porretta Terme.
A Bologna intanto riprese la fervida vita culturale, che si svolgeva all'interno dell'università, e, anche perché incoraggiato dal giudizio positivo che Francesco Arcangeli aveva dato ai suoi quadri, chiese di svolgere una tesi di laurea sulla pittura italiana contemporanea con Roberto Longhi, docente di Storia dell'arte. Di questa tesi, il cui manoscritto andrà perduto dopo l'8 settembre 1943, Pasolini abbozzerà solamente i primi capitoli, per poi rinunciarvi e passare a una tesi più motivata sulla poesia di Pascoli. Scelto come relatore il suo professore di letteratura italiana Carlo Calcaterra, Pasolini lavorò al progetto dell'Antologia della poesia pascoliana (introduzione e commenti) tra il 1944 e il 1945, mettendo a punto, dopo un'ampia introduzione in cui sono esposte e discusse le premesse teoriche della tesi, una personale selezione di testi provenienti dalle differenti raccolte del Pascoli, analizzati e commentati con sensibilità peculiare.
Il 26 novembre 1945 Pasolini si laureò in Lettere con 110/110 e lode presso l'Università degli Studi di Bologna, discutendo una tesi su Giovanni Pascoli, ma solo nel 1993 l'Antologia vide la luce per la casa editrice Einaudi.
La GIL di Bologna aveva intanto in programma di pubblicare una rivista, Il Setaccio, con qualche intenzione di fronda culturale. Pasolini aderì e ne diventò vice redattore, ma presto entrò in contrasto con il direttore responsabile, Giovanni Falzone, che era molto ligio alla retorica del regime. La rivista cesserà le pubblicazioni dopo solo sei numeri, ma rappresenterà per Pasolini un'esperienza importante, grazie alla quale comprenderà la natura regressiva e provinciale del fascismo e maturerà un atteggiamento culturale antifascista anche grazie all'incontro con Giovanna Bemporad, a cui propose di realizzare alcune traduzioni per la rivista, nella quale lei si firmava Giovanna Bembo per sfuggire alle leggi razziali.
Nel giugno 1942 partecipò a un viaggio nella Germania nazista, organizzato come incontro della gioventù universitaria dei paesi fascisti, che gli rivelò aspetti della cultura europea sconosciuti al provincialismo italiano. Al ritorno dal viaggio, pubblicò, sulla rivista del GUF, l'articolo "Cultura italiana e cultura europea a Weimar" (proposto per la prima volta nell'agosto 1942 nella rivista Architrave, e poi riproposto nel gennaio dell'anno successivo sul Setaccio), che anticipava già quello che sarà il Pasolini "corsaro", e sul Setaccio tracciò le linee di un programma culturale i cui principi erano quelli dello sforzo di autocoscienza, del travaglio interiore, individuale e collettivo e della sofferta sensibilità critica, un percorso che lo poneva già al di fuori del fascismo.

### Il periodo della guerra
Il 1942 si concluse con la decisione della famiglia di sfollare in Friuli, a Casarsa, ritenuto un luogo più tranquillo e sicuro per attendere la fine della guerra. Nel 1943 a Casarsa il giovane Pier Paolo fu colto da quei turbamenti erotici che in passato aveva cercato di allontanare:
(Lettera a Fabio Mauri, febbraio 1943.)
Continuava intanto a tenersi in contatto epistolare con gli amici, ai quali questa volta non volle nascondere nulla, raccontando quanto gli stava capitando:
(Lettera a Luciano Serra del 22 luglio 1943.)
Alla vigilia dell'armistizio, Pasolini fu chiamato alle armi. Costretto ad arruolarsi a Pisa il primo settembre 1943, una settimana dopo, l'8 settembre, disobbedì all'ordine di consegnare le armi ai tedeschi e riuscì a fuggire dalla deportazione travestito da contadino e a rifugiarsi a Casarsa. Lì c'erano alcuni giovani appassionati di poesia (Cesare Bortotto, Riccardo Castellani, Ovidio Colussi, Federico De Rocco e il cugino Domenico Naldini) con i quali fondò l'Academiuta di lenga furlana, che si proponeva di rivendicare l'uso letterario del friulano casarsese contro l'egemonia di quello udinese. Il nuovo gruppo si propose di pubblicare una rivista che fosse in grado di rivolgersi al pubblico del paese e nello stesso tempo promuovere la sua poetica. Il primo numero della rivista uscì nel maggio 1944 con il titolo "Stroligùt di cà da l'aga" ("Lunario [pubblicato] di qua dall'acqua [il Tagliamento]"). Nel frattempo, la tranquillità di Casarsa era compromessa dai bombardamenti e dai rastrellamenti dei fascisti per l'arruolamento forzato nel nuovo esercito della Repubblica di Salò e cominciavano a formarsi i primi gruppi partigiani. Pier Paolo cercò di astrarsi il più possibile, dedicandosi agli studi e alla poesia, e intanto tenne lezioni private per quegli studenti che a causa dei bombardamenti non potevano raggiungere le scuole di Pordenone o il ginnasio di Udine.
Nell'ottobre 1944 Pier Paolo e la madre – il fratello Guido si era intanto unito alle formazioni partigiane della Carnia – si trasferirono a Versuta, che sembrava essere un luogo più tranquillo e lontano dagli obiettivi militari. Nel villaggio mancava la scuola e i ragazzi dovevano percorrere più di tre chilometri per raggiungere la loro sede scolastica a Casarsa, che era stata bombardata. Susanna e Pier Paolo decisero così di aprire una scuola gratuita nella loro casa. Pier Paolo visse il suo primo amore in quei momenti per un allievo tra i più grandi («In quelle membra splendevano un'ingenuità, una grazia… o l'ombra di una razza scomparsa che durante l'adolescenza riaffiora») e, al contempo, si innamorò di lui una giovane violinista slovena, Pina Kalc (Josipina Kalc), che aveva raggiunto con la sua famiglia il rifugio di Pasolini. La vicenda del ragazzo e l'amore di Pina per lui si intrecciarono, complicando dolorosamente quei lunghi mesi che mancavano alla fine della guerra.
Il 12 febbraio 1945, a Cividale del Friuli, Guido, il fratello diciannovenne di Pier Paolo, fu ucciso alcuni giorni dopo essere stato imprigionato, con altri 16 partigiani della Brigata Osoppo, a Porzûs, in Friuli, da una milizia di partigiani comunisti, in quello che fu ricordato come l'eccidio di Porzûs. Questa notizia fu data a Pasolini il 2 maggio 1945 dal suo amico partigiano Cesare Bortotto, gettando Pier Paolo e la madre in un terribile strazio. Proseguirono comunque le lezioni nella piccola scuola di Versuta, dove Pier Paolo era considerato un vero maestro. Il 18 febbraio dello stesso anno venne fondata l'"Academiuta di lenga furlana", che raccoglieva un piccolo gruppo di neòteroi e che, sulle basi delle esperienze precedenti di Pier Paolo, fondò i principi del felibrismo regionale:
(Da Il Stroligut, n°1, agosto 1945.)

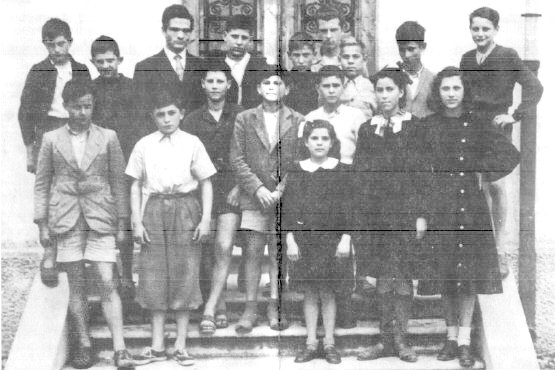
Pier Paolo Pasolini e la scolaresca della scuola media di Valvasone

In agosto fu pubblicato il primo numero de Il Stroligut, con una numerazione nuova per distinguersi dal precedente Stroligut di cà da l'aga e, nello stesso periodo, cominciò la serie dei "diarii" in versi italiani pubblicati nel 1946 in un primo volumetto a spese dell'autore sulle "Edizioni dell'Academiuta", e sulla rivista fiorentina Il Mondo pubblicò due poesie tratte dalla raccolta e scelte dallo stesso Montale. Nello stesso anno aderì a Patrie tal Friul (l'associazione per l'autonomia del Friuli creata da Tiziano Tessitori, con sede a Udine) e dopo il ritorno del padre nell'autunno del 1945, prigioniero degli inglesi in Africa e poi rimpatriato, in anticipo per il lutto ricevuto, dal Kenya.

### Il dopoguerra in Friuli
Nel 1946 Pasolini lavorò a un romanzo autobiografico rimasto incompiuto, intitolato dapprima Quaderni rossi perché scritto a mano su cinque quaderni scolastici dalla copertina rossa, poi Pagine involontarie e infine Il romanzo di Narciso. In queste pagine l'autore descrive per la prima volta le sue esperienze omosessuali. Scrive di queste pagine Nico Naldini: "Prima di allora Pier Paolo non aveva mai descritto, se non per simboli ed ellissi, il suo eros e il suo dolore. Lo ha fatto con una sincerità che direi "musicale" dove anche l'ombra di una falsità avrebbe stonato." Isolato a Versuta (la casa di Casarsa era stata danneggiata dai bombardamenti), Pasolini cercò di ristabilire i rapporti con il mondo letterario e scrisse a Gianfranco Contini per presentargli il progetto di trasformare lo Stroligùt da semplice foglio a rivista. Nel dopoguerra Pasolini trovò anche un'importante connessione intellettuale e politica con Tiziano Tessitori, avvocato e promotore dell'autonomia friulana. La loro amicizia, fondata su una comune passione per la cultura friulana, si tradusse nella collaborazione per la fondazione del Movimento Popolare Friulano per l'Autonomia Regionale nel gennaio 1947. Tessitori, figura chiave del movimento autonomista, e Pasolini, già legato alla lingua e alla tradizione friulana, unirono le loro energie per promuovere il riconoscimento del Friuli come regione autonoma, basandosi sulle sue peculiarità etniche, linguistiche e storiche.
In seguito alla visita fatta da Silvana Mauri, sorella di un suo amico e innamorata di Pasolini, a Versuta, si recò in agosto a Macugnaga, dove risiedeva la famiglia Mauri e, approfittando dell'occasione, si recò a Domodossola per incontrare Contini.
Usciva nel frattempo a Lugano il bando del premio "Libera Stampa" e Contini, che era membro della giuria, sollecitò il giovane amico a inviare il dattiloscritto che gli aveva mostrato, L'usignolo della Chiesa Cattolica, con la seconda parte de Il pianto della rosa. L'operetta riceverà solamente una segnalazione, ma intanto Pasolini uscì dal suo isolamento e, grazie anche al clima più sereno del dopoguerra, ricominciò a frequentare la compagnia dei ragazzi più grandi di Versuta.
Il 29 marzo 1947 vinse a Venezia il premio Angelo (presieduto da Giuseppe Marchiori) per poesie in friulano e veneto. In ottobre Pasolini si recò a Roma, dove fece la conoscenza di alcuni letterati che lo invitarono a collaborare alla "Fiera Letteraria". Completò inoltre il dramma in italiano in tre atti intitolato Il Cappellano e pubblicò, nelle Edizioni dell'Academiuta, la raccolta poetica, sempre in italiano, I Pianti.
Nel corso del 1947 si iscrisse al PCI di San Giovanni di Casarsa, di cui divenne segretario nel 1949.

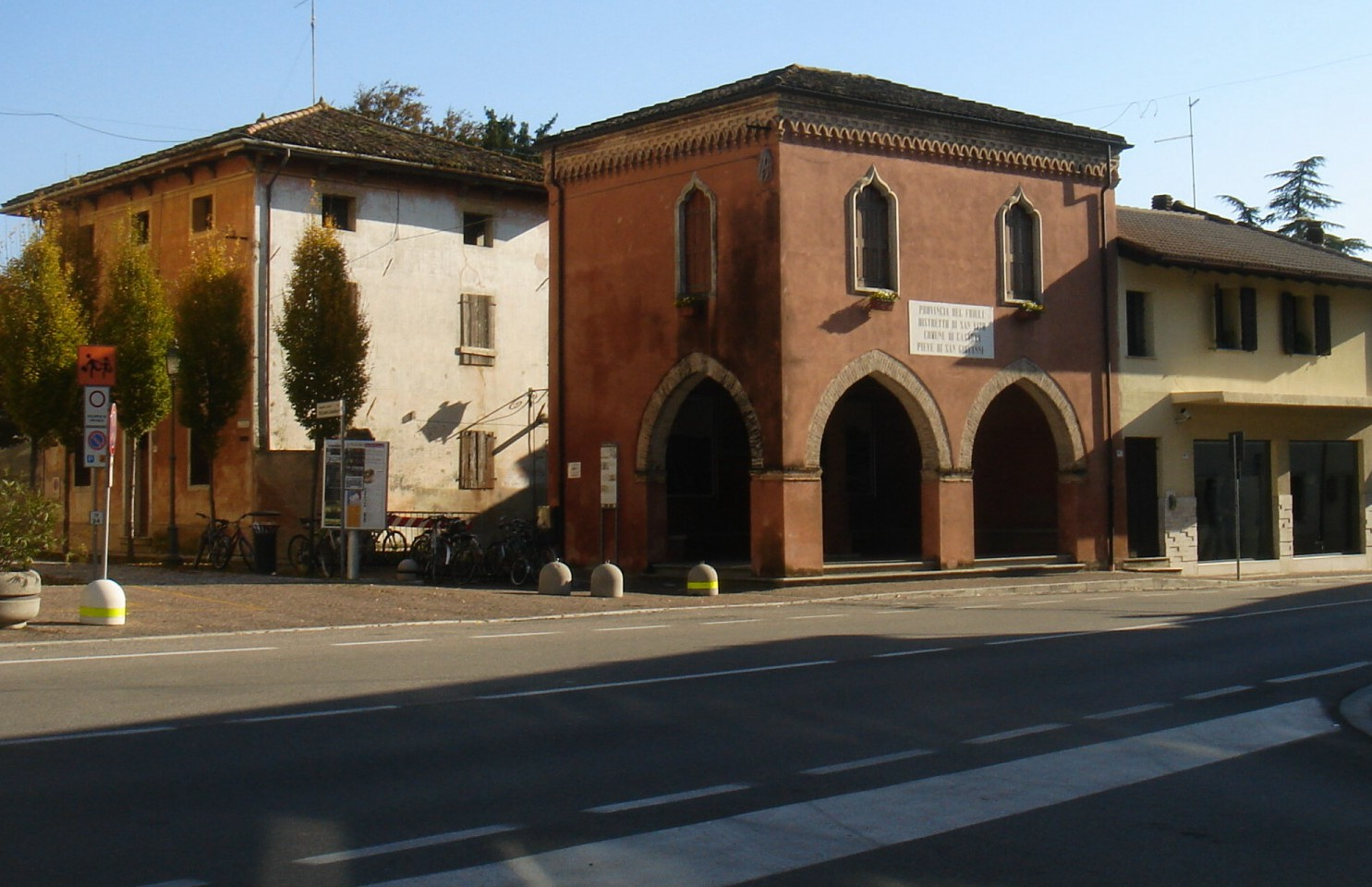
La loggia di San Giovanni, dove Pasolini affiggeva i suoi manifesti politici giovanili, prima d'essere espulso dal partito

Il 26 gennaio 1947 Pasolini scrisse sul quotidiano Libertà di Udine: «Noi, da parte nostra, siamo convinti che solo il comunismo attualmente sia in grado di fornire una nuova cultura "vera", ( [...] ) una cultura che sia moralità, interpretazione intera dell'esistenza». Dopo la guerra Pasolini, che era stato a lungo indeciso sul campo in cui scendere, osservò le nuove esigenze di giustizia che erano nate nel rapporto tra il padrone e le varie categorie di diseredati e non ebbe dubbi sulla parte da cui voleva schierarsi. Cercò così di consolidare una prima infarinatura dottrinaria con la lettura di Karl Marx e soprattutto con i primi libri di Antonio Gramsci. Scriverà all'amica poetessa Giovanna Bemporad:
(Lettera a Giovanna Bemporad, 1947.)
Ed è pensando all'altro che nacque la decisione importante di aderire al comunismo. Progettò intanto di allargare la collaborazione della rivista dell'Academiuta alle altre letterature neolatine e fu messo in contatto, da Contini, con il poeta catalano in esilio Carles Cardó. Sempre a Contini inviò la raccolta completa delle sue poesie in friulano, che per ora si intitolava Cjants di un muàrt, titolo che verrà cambiato in seguito in La meglio gioventù. Non riuscì però a ottenere l'aiuto di nessun editore per pubblicare i versi.

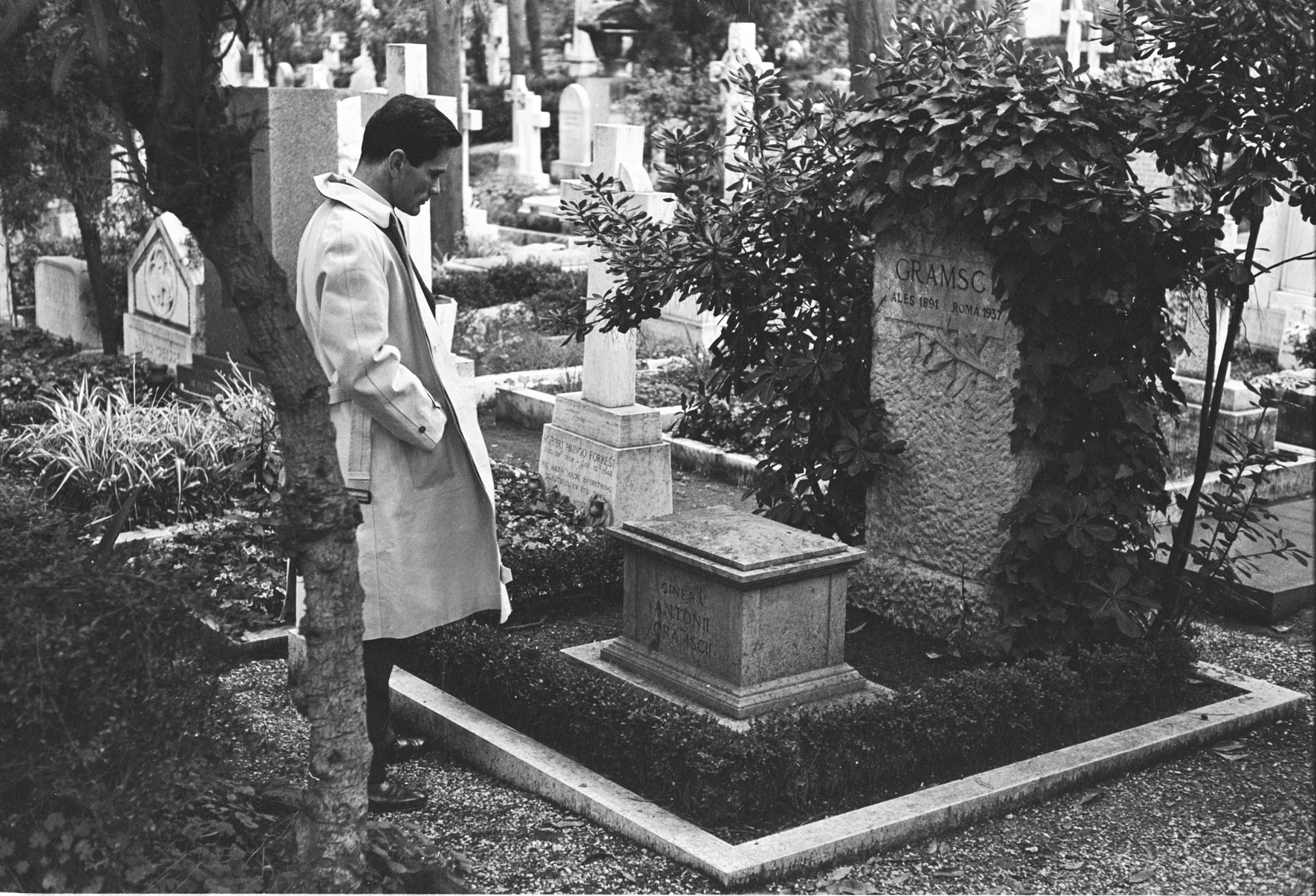
Pasolini rende omaggio alla tomba di Antonio Gramsci

Alla fine dell'anno ottenne l'incarico per due anni (1947-1948 e 1948-1949) di insegnare materie letterarie alla prima media della scuola di Valvasone, che raggiungeva ogni mattina in bicicletta. Continuò con grande convinzione la sua adesione al PCI e in gennaio partecipò alla manifestazione, che si tenne nel centro di San Vito, il 7 gennaio 1948, organizzata dalla Camera del lavoro per ottenere l'applicazione del Lodo De Gasperi e fu in questa occasione che, osservando le varie fasi degli scontri con la polizia e parlando con i giovani contadini, si delineò il progetto di scrivere un romanzo su quel mondo in fermento, pubblicato solo nel 1962 con il titolo Il sogno di una cosa. Il primo titolo del romanzo è La meglio gioventù. Sempre impegnato nel PCI, partecipò nel febbraio 1949 al primo congresso della Federazione comunista di Pordenone e in maggio si recò a Parigi per il Congresso mondiale della pace.

### Il primo processo
Il 29 agosto 1949, alla sagra di Santa Sabina a Ramuscello, Pasolini pagò tre sedicenni per dei rapporti di masturbazione. La voce arrivò ai carabinieri della Stazione di Cordovado, competente per il territorio. La famiglia di Pasolini intervenne e l'avvocato Bruno Brusin convinse le famiglie dei ragazzi a non sporgere denuncia, offrendo 100 000 lire a testa alle famiglie per il danno subito. L'indagine proseguì, con l'imputazione di atti osceni in luogo pubblico e di corruzione di minore (uno dei ragazzi aveva quindici anni e, poiché Pasolini ricopriva il ruolo di insegnante,  l'età del consenso di anni 14 era messa in secondo piano dal suddetto ruolo). Il 28 dicembre venne stralciata l'accusa di corruzione di minori per mancanza di denuncia. La sentenza arrivò nel gennaio 1950: Pasolini e i due ragazzi sopra i sedici anni vennero giudicati colpevoli di atti osceni in luogo pubblico e condannati a tre mesi di reclusione ciascuno e al pagamento delle spese processuali; la pena venne interamente condonata per effetto dell'indulto. Il 28 dicembre 1950 venne prosciolto dall'accusa di corruzione di minori, ma condannato per atti osceni in luogo pubblico; il processo di appello si tenne nell'aprile 1952, si stabilì che il prato era proprietà privata e non visibile durante le ore notturne, tutti gli imputati furono perciò assolti, mentre i dirigenti del PCI di Udine, il 26 ottobre, decisero di espellerlo dal partito «per indegnità morale e politica». Fu anche sospeso dall'insegnamento, come previsto in simili casi.
A questo punto aveva ormai maturato la consapevolezza di essere una sorta di “poeta maledetto". 

### Gli anni cinquanta a Roma
Pasolini, nel gennaio 1950, si rifugiò con la sola madre, che dovette prendere servizio come cameriera, a Roma. I primi tempi a Roma furono difficili, a piazza Costaguti, dove viveva in una stanza in affitto, per il giovane che sentiva il dovere di trovare un lavoro. Grazie all'intervento del poeta dialettale abruzzese Vittorio Clemente, allora ispettore scolastico nella Capitale, Pasolini ottenne un lavoro come insegnante in una scuola privata a Ciampino, diretta dai professori Gennaro e Anna Bolotta. Sempre per cercare di sbarcare il lunario, si iscrisse al sindacato comparse di Cinecittà, e si offrì come correttore di bozze presso un giornale. Riuscì a pubblicare qualche articolo su alcuni quotidiani cattolici e continuò a scrivere i romanzi che aveva cominciato in Friuli: Atti impuri, Amado mio e La meglio gioventù. Cominciò a scrivere Ragazzi di vita e alcune pagine romane, come Squarci di notti romane, Gas e Giubileo, riprese poi in Alì dagli occhi azzurri. Dopo l'amicizia con Sandro Penna, compagno inseparabile delle passeggiate notturne sul lungotevere, conobbe nel 1951 un giovane imbianchino, Sergio Citti, che lo avrebbe aiutato ad apprendere il gergo romanesco, costituendo, come ebbe a dire lo stesso Pasolini, il suo "dizionario vivente".
Compose in questo periodo le poesie che verranno raccolte in Roma 1950 – Diario pubblicate nel 1960 da Scheiwiller e finalmente riuscì a ottenere un posto di insegnante presso una scuola media di Ciampino, dove insegnò dal 1951 al 1953, cosa che gli permise di far smettere la madre di lavorare e di affittare una casa in via Tagliere - nella borgata Rebibbia - dove li raggiunse il padre. Durante l'estate pubblicò sulla rivista Paragone il racconto Il Ferrobedò, che diventerà in seguito un capitolo di Ragazzi di vita, scrisse il poemetto L'Appennino che farà da apertura a Le ceneri di Gramsci e altri racconti romani. Partecipò al premio di poesia dialettale Cattolica (nella giuria anche Eduardo De Filippo) vincendo il secondo premio (50 000 lire) con Il testamento di Coran (El Testament Coràn, ora compreso ne La meglio Gioventù). Riuscirà a vincere un premio anche i due anni successivi (premio Sette Stelle di Sinalunga e Le Quattro arti di Napoli).
In questo periodo strinse amicizia con Giorgio Caproni, Carlo Emilio Gadda e Attilio Bertolucci grazie al quale firmerà il primo contratto editoriale per una Antologia della poesia dialettale del Novecento che uscirà nel dicembre 1952 con una recensione di Eugenio Montale. Nel 1953 prese a lavorare a un'antologia della poesia popolare, per la collana dell'editore Guanda diretta dall'amico Bertolucci, che uscirà con il titolo Canzoniere italiano nel 1955 e nel frattempo pubblicò il primo volumetto di versi friulani Tal còur di un frut. Nell'ottobre dello stesso anno uscì su "Paragone" un'altra anticipazione del futuro Ragazzi di vita e Bertolucci lo presentò a Livio Garzanti perché si impegnasse a pubblicare il romanzo. Nel 1954, in situazione di ristrettezze economiche, riesce a far pubblicare La meglio gioventù, presso l'editore Sansoni, una raccolta di poesie in friulano con una dedica a Gianfranco Contini, con cui Pasolini vinse il Premio Giosuè Carducci, premio storico, ancora oggi vigente, della città di Pietrasanta, ex aequo con Paolo Volponi.
Come scrive in una lettera indirizzata a Vittorio Sereni, datata 7 agosto 1954, Pasolini si trova ad accettare il Premio soprattutto "per l'urgente, odioso bisogno delle 150mila". Risale al marzo 1954 il suo primo lavoro cinematografico che consisteva nella collaborazione con l'amico Giorgio Bassani alla sceneggiatura del film di Mario Soldati La donna del fiume. Il lavoro con il cinema gli permette di lasciare l'insegnamento e trasferirsi nell'aprile 1954 in un appartamento in via Fonteiana. Intanto Vittorio Sereni gli propone di pubblicare una raccolta di poesie nella collana per La Meridiana che curava insieme a Sergio Solmi che uscirà nel gennaio 1954 con il titolo Il canto popolare e che confluirà in seguito nell'opera Le ceneri di Gramsci.

#### Il romanzoRagazzi di vita

Pasolini durante una pausa nella lavorazione di un film

Tra il 1955 e il 1960 Pasolini, iniziando con il successo di Ragazzi di vita, assunse un ruolo centrale nel panorama della cultura italiana.
Il 13 aprile 1955 Pasolini spedì all'editore Garzanti il dattiloscritto completo di Ragazzi di vita che viene dato alle bozze. Il romanzo uscirà quello stesso anno ma il tema scabroso che trattava, quello della prostituzione omosessuale maschile, causa all'autore accuse di oscenità. Nonostante l'intervento feroce della critica (tra questi Emilio Cecchi, Asor Rosa e Carlo Salinari) e l'esclusione dal premio Strega e dal premio Viareggio, il libro ottenne un grande successo da parte del pubblico, venne festeggiato a Parma da una giuria presieduta da Giuseppe De Robertis e vinse il premio letterario "Mario Colombi Guidotti". Nel frattempo la magistratura di Milano aveva accolto la segnalazione della presidenza del consiglio dei ministri, rappresentata da Antonio Segni, di "carattere pornografico" del libro.
Il vecchio amico cosentino Francesco Leonetti gli aveva scritto dicendo che era giunto il momento di fare una nuova rivista, annunciando in questo modo quella che diventerà Officina (maggio 1955-giugno 1959), rivista che ritrova i suoi precedenti nella rivista giovanile Eredi. Il progetto della rivista, lanciato appunto da Leonetti e da Roberto Roversi (con il coinvolgimento dell'amico bolognese Gianni Scalia), procedette in quello stesso anno con numerosi incontri per la stesura del programma al quale Pasolini aderì attivamente.
Sempre nel 1955 uscì l'antologia della poesia popolare, Canzoniere italiano con una dedica al fratello Guido e in luglio Pasolini si recherà a Ortisei con Giorgio Bassani per lavorare alla sceneggiatura del film di Luis Trenker Il prigioniero della montagna. Questo è il periodo in cui cinema e letteratura cominciano a procedere su due binari paralleli come scrive Pasolini stesso a Contini:

Continuava nel frattempo la polemica della critica marxista a Ragazzi di vita e Pasolini pubblicò sul numero di aprile della nuova rivista Officina un articolo contro Carlo Salinari e Antonello Trombadori che scrivevano sul Contemporaneo. A luglio si tenne a Milano il processo contro Ragazzi di vita che terminerà con una sentenza di assoluzione con "formula piena", grazie anche alle testimonianze di Pietro Bianchi e Carlo Bo, che aveva dichiarato il libro essere ricco di valori religiosi "perché spinge alla pietà verso i poveri e i diseredati" e non contenente oscenità perché "i dialoghi sono dialoghi di ragazzi e l'autore ha sentito la necessità di rappresentarli così come in realtà", e di Giuseppe Ungaretti, che inviò una lettera firmata ai magistrati che si occupavano del caso Ragazzi di vita dicendo loro che si trattava di un abbaglio clamoroso perché il romanzo di Pasolini era semplicemente la cosa più bella che si poteva leggere in quegli anni. Pasolini si dichiarava razionalmente ateo e anticlericale ma « [...] io so che in me ci sono duemila anni di cristianesimo: io con i miei avi ho costruito le chiese romaniche, e poi le chiese gotiche, e poi le chiese barocche: esse sono nel mio patrimonio, nel contenuto e nello stile.»

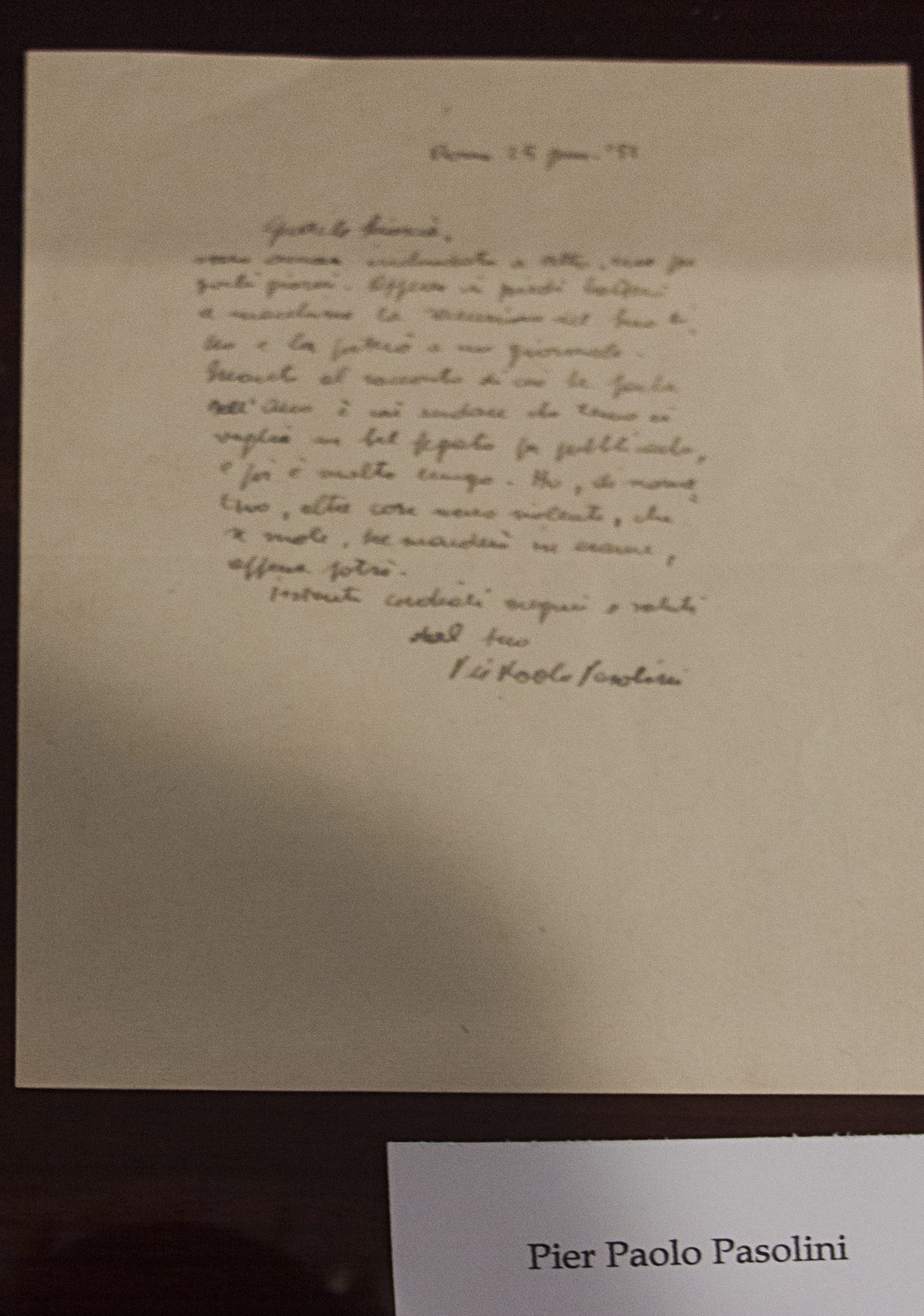
Lettera di Pasolini a Leonardo Sciascia

#### Cineasta e letterato
Nel mese di agosto scrisse la sceneggiatura per il film di Mauro Bolognini, Marisa la civetta, e contemporaneamente collaborò con Federico Fellini alle Notti di Cabiria. Alternando il suo impegno di cineasta con quella di letterato, scrisse, in questo periodo, articoli di critica sul settimanale Il Punto (la prima recensione sarà per La Bufera di Montale) e assistette i nuovi giovani scrittori di Officina, come Arbasino, Sanguineti e Alfredo Giuliani, che emergeranno in seguito nel Gruppo '63. Fece nuove amicizie tra le quali si annovera quella con Laura Betti, Adriana Asti, Enzo Siciliano, Ottiero Ottieri, Cecilia Mangini.
Ispirato dalla crisi ideologica e politica in atto (il rapporto Kruscev al "XX Congresso" del Partito comunista sovietico aveva segnato il rovesciamento dell'epoca staliniana mettendo in evidenza il contrasto con quanto era successo in Polonia e in Ungheria), il 1956 sarà l'anno della stesura definitiva delle "Ceneri di Gramsci" e della prima bozza del romanzo Una vita violenta.
Il dattiloscritto de Le ceneri di Gramsci, composto da undici poemetti scritti tra il 1951 e il 1956, venne spedito da Pasolini a Garzanti nell'agosto 1957. L'opera, come già era successo per Ragazzi di vita, accese un contrastato dibattito critico ma ebbe un forte impatto sul pubblico che in quindici giorni esaurì la prima edizione. Al premio Viareggio, che si tenne nell'agosto di quell'anno, il libro venne premiato insieme al volume Poesie di Sandro Penna, e Quasi una vicenda, di Alberto Mondadori. Italo Calvino aveva già espresso, con dure parole, il suo giudizio nei confronti del disinteresse di alcuni critici marxisti sostenendo che per la prima volta "in un vasto componimento poetico viene espresso con una straordinaria riuscita nell'invenzione e nell'impiego dei mezzi formali, un conflitto di idee, una problematica culturale e morale di fronte a una concezione del mondo socialista".
Nel settembre 1958, in veste di inviato speciale, si recò a Mosca al Festival della gioventù mentre presso l'editore Longanesi uscirono i versi de L'usignolo della Chiesa cattolica. Lavorò anche alacremente a Una vita violenta, scrisse la sua prima autonoma sceneggiatura, La notte brava, e collaborò con Bolognini a "Giovani mariti". Il 19 dicembre 1958 muore suo padre, Carlo Alberto: l'evento coincide con una crisi del rapporto di Pasolini con la comunità degli intellettuali, sancito dalla traumatica fine della rivista Officina e un conseguente impegno di Pasolini nel cinema con una riduzione della sua produzione letteraria.

#### Il romanzoUna vita violenta

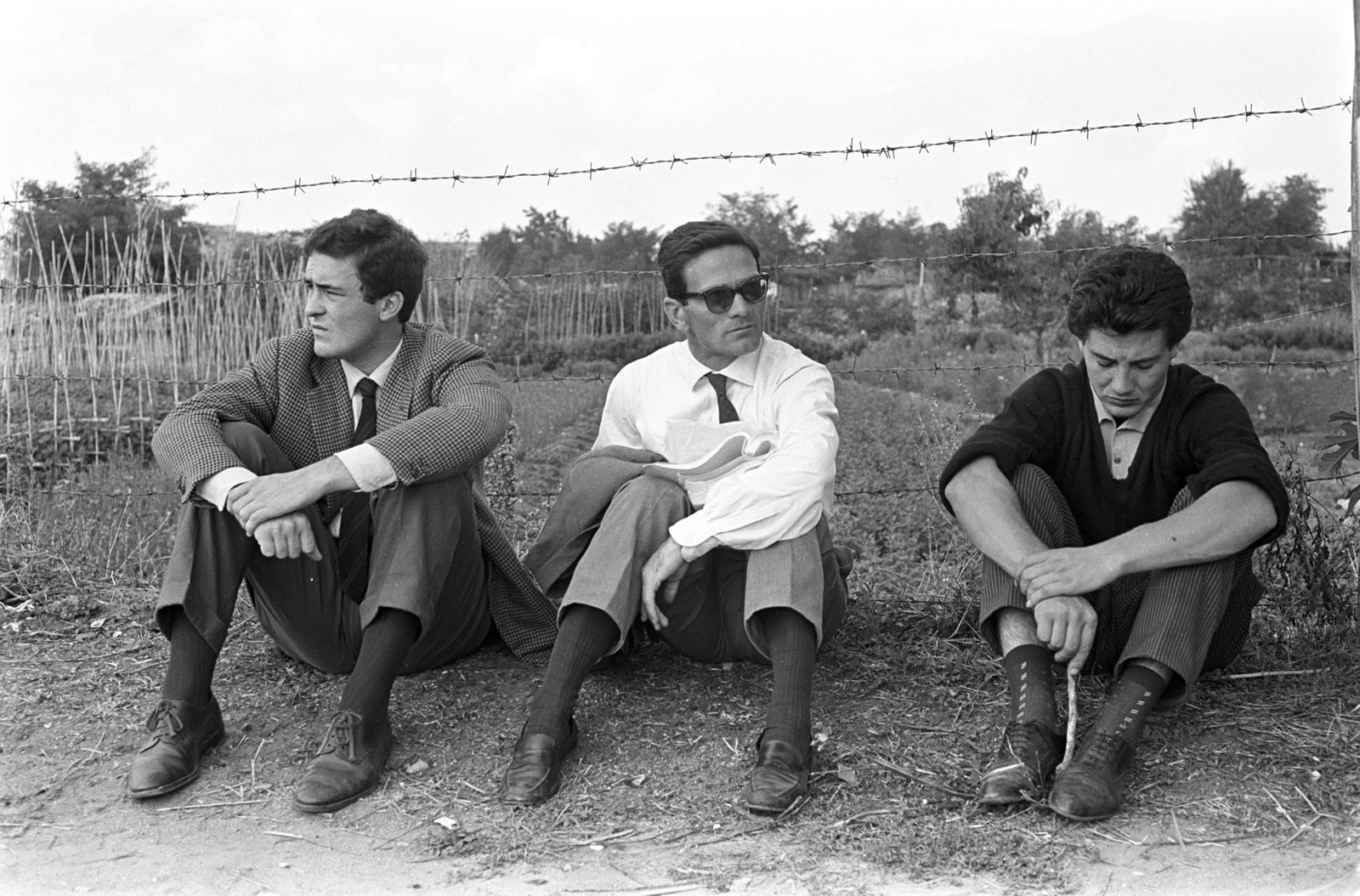
Bernardo Bertolucci (a sinistra) e Pier Paolo Pasolini

Nel dicembre 1958 terminò Una vita violenta che consegnerà all'editore Garzanti nel marzo 1959 e, alla fine di un lungo lavoro di "autocensura" reso necessario soprattutto per un episodio considerato dall'editore pericoloso dal punto di vista politico, il libro uscirà a maggio dello stesso anno ma, come già successo per Ragazzi di vita, non otterrà né il premio Viareggio né quello Strega. Apprezzato e stimato comunque da un consistente gruppo di letterati otterrà il "premio Crotone" da una giuria composta da Ungaretti, Debenedetti, Alberto Moravia, Gadda e Bassani. Il lavoro di sceneggiatore gli permette di cambiare appartamento, nel giugno 1959, da via Fonteiana a via Giacinto Carini, dove abitava anche Bernardo Bertolucci.
Durante l'estate Pasolini fece un viaggio giornalistico lungo le coste italiane come inviato del mensile Successo e scrisse tre puntate dal titolo La lunga strada di sabbia. Il sindaco democristiano di Cutro querelò Pasolini per diffamazione a mezzo stampa a causa della descrizione del suo paese nel servizio, cinque giorni dopo la consegna del "premio Crotone", città governata allora dal partito comunista; la querela venne archiviata. Tradusse l'Orestiade di Eschilo per la compagnia teatrale di Vittorio Gassman e riordinò i versi che compongono La religione del mio tempo. L'Azione Cattolica nel frattempo aveva provveduto a sporgere denuncia "per oscenità" alla magistratura per Una vita violenta, denuncia che verrà però subito archiviata.
Nell'anno 1960 Pasolini cominciò a collaborare a Vie nuove, a scrivere le bozze del libro di saggi Passione e ideologia, e raccolse i versi de La religione del mio tempo.

### Gli anni sessanta

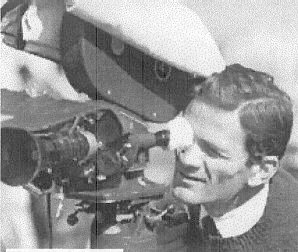
Pasolini durante le riprese di Accattone

Nel 1960 uscirono due volumi di vecchi versi, Roma 1950 – Diario e Sonetto primaverile. Prima del Capodanno del 1961 partì per l'India con Alberto Moravia e Elsa Morante e il viaggio gli fornirà il materiale per scrivere una serie di articoli per Il Giorno che andranno a formare il volume L'odore dell'India. A maggio venne pubblicata la raccolta La religione del mio tempo, molto apprezzata dall'amico Franco Fortini che gli scriverà: "Vorrei che fossi qui per abbracciarti". Dal 4 giugno 1960 fino al 30 settembre 1965 tenne, su invito di Antonello Trombadori, una rubrica Dialogo con i lettori sul popolare settimanale comunista Vie Nuove.
In quello stesso anno si dedicò al suo amore per il cinema scrivendo le sceneggiature de La giornata balorda di Bolognini, Il carro armato dell'8 settembre per Gianni Puccini, La lunga notte del '43 per Florestano Vancini tratto dal racconto di Bassani e Il bell'Antonio, tratto dal romanzo di Vitaliano Brancati. Si era intanto prospettato alla sua mente il progetto di scrivere un film in proprio con un soggetto dal titolo La commare secca, ma i fatti di luglio, con i drammatici giorni del governo Tambroni, gli faranno mettere da parte il progetto per scrivere il soggetto di Accattone. Pasolini provò a proporre il soggetto alla casa di produzione dell'amico Fellini, la Federiz.

Pasolini presentato come corruttore della gioventù sul settimanale di destra "Il borghese" nel 1960

Fellini gli chiese di girare due intere scene di prova, ma il girato non piacque alla produzione che lo rifiutò. L'amico Bolognini gli trovò un produttore, Alfredo Bini (a cui si associò Cino del Duca), al quale Pier Paolo spiegò come voleva fosse girato il film: molti primi piani, prevalenza dei personaggi sul paesaggio e soprattutto grande semplicità. Protagonista sarà Franco Citti, il fratello di Sergio e aiuto regista Bernardo Bertolucci al suo primo film. Le riprese del film Accattone furono ultimate nel luglio 1961, il film non ottenne il visto della censura per la proiezione nelle sale italiane, ma verrà lo stesso presentato, il 31 agosto 1961 alla Mostra internazionale d'arte cinematografica di Venezia, fuori concorso. Non particolarmente apprezzato dalla critica italiana, a Parigi, dove venne presto proiettato, ricevette invece il giudizio entusiastico di Marcel Carné e di André Chamson.
Dopo la tempestosa accoglienza alla Mostra di Venezia, Accattone divenne il primo film italiano a ottenere il divieto ai minori di anni 18. La prima del film a Roma, al cinema Barberini, il 23 novembre 1961, vide l'irruzione di un gruppo di neofascisti che interruppe la proiezione, aggredendo gli spettatori e vandalizzando la sala.
Nel 1961 sul nº 1, a pag. 7, del Pioniere venne pubblicato un racconto dal titolo Biciclettone. I grandi racconti del Pioniere. Nell'autunno 1961 si recò al Circeo nella villa di un'amica per scrivere insieme a Sergio Citti la sceneggiatura del film Mamma Roma la cui lavorazione verrà programmata per la primavera del 1962, annoverando fra gli interpreti Anna Magnani.

#### Denunce e processi
Nel corso della sua vita Pasolini subì 33 processi giudiziari. Il 30 giugno 1960 Pasolini venne convocato in commissariato per ricevere una denuncia della polizia per favoreggiamento personale perché aveva dato un passaggio a due ragazzi di Trastevere che erano stati coinvolti in una rissa. Ne risulterà innocente.
Il 22 novembre 1961 la polizia perquisì, senza risultato, il suo appartamento in cerca di una pistola con cui Pasolini avrebbe rapinato, il 18 sera, un distributore di benzina di San Felice Circeo, tale Bernardo de Santiis, da cui prenderà nome il processo. Il 30 novembre Il Tempo uscì a tutta pagina con un articolo Denunciato per tentata rapina Pier Paolo Pasolini con una foto di scena che lo ritraeva con un mitra in mano. Il processo che ne seguì si svolse il 3 luglio a Latina e condannò Pasolini per "minaccia con arma". Successivamente la corte d'appello di Roma dichiara di non doversi procedere contro Pasolini per estinzione del reato intervenuta per amnistia; il successivo ricorso in cassazione termina con un'assoluzione per mancanza di prove.

#### Il romanzoIl sogno di una cosae altri film

Pier Paolo Pasolini durante il processo

Terminò nel frattempo il romanzo del periodo friulano, Il sogno di una cosa, che verrà pubblicato in maggio e tra aprile e giugno lavorò alle riprese di Mamma Roma che verrà presentato alla Mostra del cinema di Venezia il 31 agosto 1962 ottenendo un grande successo e una denuncia per oscenità poi archiviata. Alla prima di Mamma Roma, il 22 settembre 1962, al cinema Le quattro fontane di Roma, viene aggredito da un gruppo di neofascisti e interviene la polizia. Durante il settembre di quello stesso anno Pasolini partecipò a un convegno che si tenne alla Cittadella di Assisi ed ebbe occasione di leggere il Vangelo di San Matteo.
Da questa lettura nacque l'idea di produrre un film. Nel frattempo partecipò, con il produttore Bini, al film a episodi Ro.Go.Pa.G. insieme a Roberto Rossellini, Jean-Luc Godard e Ugo Gregoretti e in quell'occasione pensò di ricavare un mediometraggio, girato nell'autunno del 1962, su una ricostruzione cinematografica della Passione di Cristo scritta durante la lavorazione di Mamma Roma dal titolo La ricotta che uscirà il 1º marzo 1963 accolto da un pubblico poco partecipe e che verrà sequestrato lo stesso giorno della sua uscita con l'accusa di "vilipendio alla religione di Stato". Il processo, che verrà tenuto a Roma tra il 6 e il 7 marzo, condannò Pasolini a quattro mesi di reclusione per essere "colpevole del delitto ascrittogli" e il film venne sequestrato fino al dicembre dello stesso anno.

Come scriverà Alberto Moravia su L'Espresso: 
 Nel marzo 1963 acquistò una casa in via Eufrate, all'EUR, dove si trasferì con la madre, in maggio. Quasi contemporaneamente a La Ricotta, Pasolini gira la prima parte del docufilm La rabbia (1963), formato dal montaggio di pezzi di cinegiornali commentati con suoi testi in forma lirica e in prosa; la seconda parte de La rabbia sarà firmata da Giovannino Guareschi. Pasolini, visionato il film, ritirò la firma e cercò di impedirne la distribuzione ritenendosi vittima di una manovra del produttore Gastone Ferrante. il film, uscito in poche sale nell'aprile 1963, ebbe scarso successo e fu ritirato quasi subito.
Continuò intanto a tenere i contatti con la Cittadella di Assisi e nel febbraio cominciò le ricerche filologiche e storiche per poter realizzare il progetto di girare un film che avesse come soggetto il Vangelo. Insieme al biblista Andrea Carraro e una troupe di tecnici compì viaggi in Israele e Giordania per trovare i luoghi e le persone adatte per la realizzazione del film. Il personaggio più difficile da trovare fu il Cristo che Pasolini volle dai lineamenti forti e decisi. Dopo averlo cercato nel poeta Evtusenko, trovò per caso, poco prima delle riprese, uno studente spagnolo, Enrique Irazoqui, dal volto fiero e distaccato simile ai Cristi dipinti dal Goya o da El Greco, e comprese di aver trovato la persona giusta.
Contemporaneamente alla preparazione dei film, tra marzo e novembre 1963, Pasolini realizzò un film-inchiesta sulla sessualità degli italiani dal titolo Comizi d'amore. Cominciò a scrivere La Divina Mimesis, tentativo incompiuto di rifacimento critico della Divina Commedia di Dante, il rifacimento in romanesco del Miles gloriosus di Plauto che intitolerà Il Vantone e su richiesta di Elio Vittorini presentò alcune poesie sulla rivista Il Menabò e la Notizia su Amelia Rosselli.

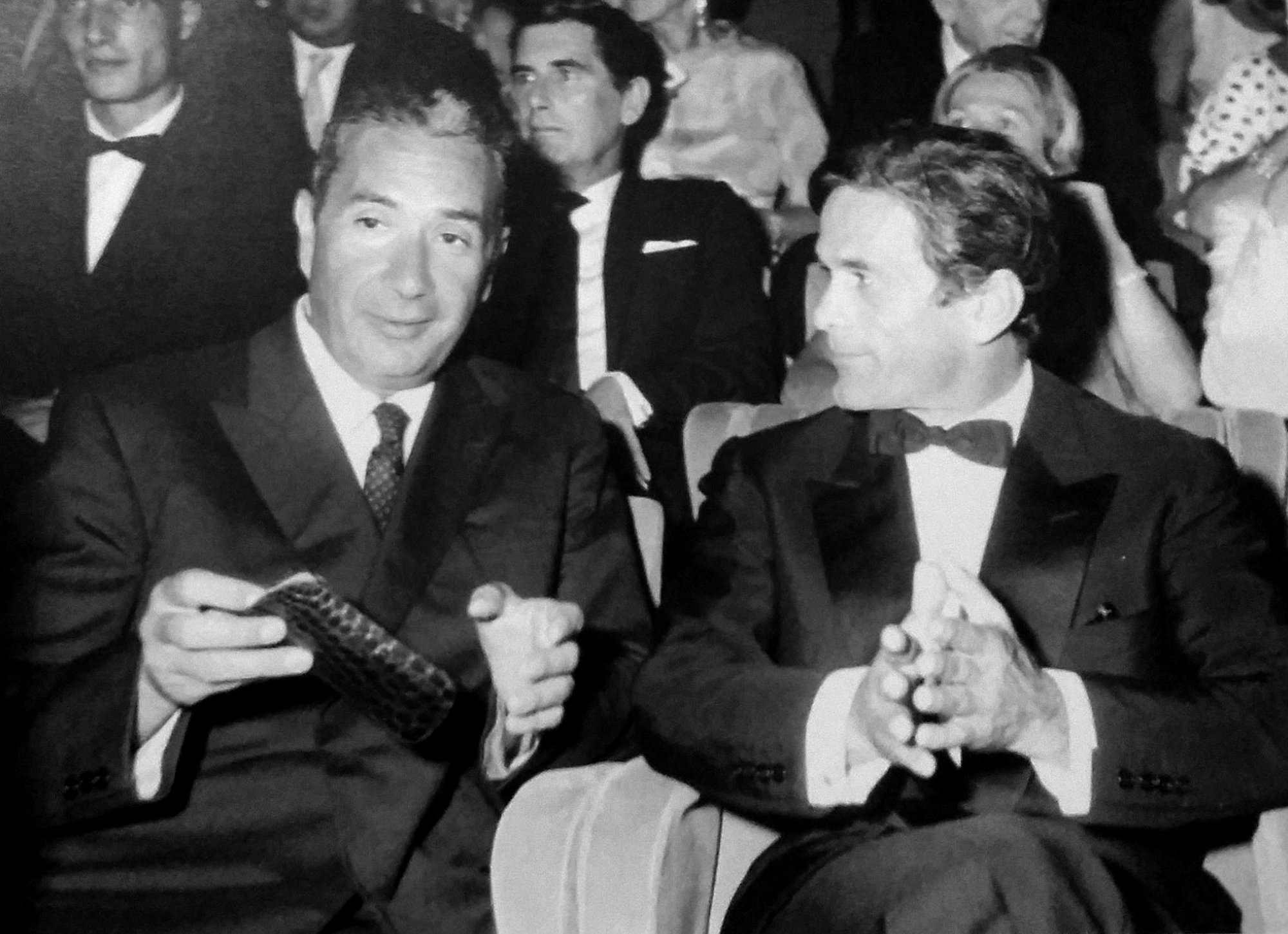
Pasolini con Aldo Moro alla presentazione del film Il Vangelo secondo Matteo alla Mostra internazionale d'arte cinematografica di Venezia (1964)

Nel maggio 1964 pubblicò la quarta raccolta di versi italiani Poesia in forma di rosa e il 24 aprile cominciarono le riprese de Il Vangelo secondo Matteo che verranno concluse all'inizio dell'estate. L'opera fu girata nei paesaggi rupestri di Matera e Massafra utilizzando moltissime comparse locali. Il film, presentato il 4 settembre 1964 alla Mostra del cinema di Venezia e poi diffuso in tutti i paesi europei, ottenne un grande successo di pubblico e partecipò alla prima edizione della Mostra internazionale del Nuovo Cinema di Pesaro. In quella occasione Pasolini conobbe Roland Barthes.

Sandro Penna con Pier Paolo Pasolini

Nell'ottobre 1965 cominciarono le riprese del nuovo film Uccellacci e uccellini che trattava il tema della crisi politica del PCI e del marxismo in chiave "ideocomica". Tra gli attori compariranno Totò e il giovane Ninetto Davoli. Totò era stato scelto perché il film, che si svolgeva tra il reale e il surreale, aveva bisogno di un attore che fosse un po' clown. I titoli di testa e di coda del film sono cantati da Domenico Modugno.
Nel novembre 1965 uscì anche la raccolta narrativa con il titolo suggerito da Sartre Alì dagli occhi azzurri che conteneva nella parte centrale le sceneggiature de La notte brava, Accattone, Mamma Roma, La ricotta, mentre la prima e l'ultima parte era costituita da racconti che risalivano agli anni cinquanta e dagli abbozzi dei romanzi Il Rio della grana e La Mortaccia. In quell'anno fu invitato da Alberto Moravia e Alberto Carocci, che era stato direttore di Solaria, a dirigere con loro la nuova serie della rivista Nuovi Argomenti e, alla fine dell'anno, dopo aver progettato l'uscita di un nuovo film con Totò e la regia di un'opera lirica alla Piccola Scala di Milano, partirà per un viaggio in Nordafrica.
Già sofferente di ulcera, nel marzo 1966, Pasolini, venne colpito da una forte emorragia che lo costrinse a letto per quasi un mese. Sarà l'occasione di rileggere con calma i Dialoghi di Platone che lo stimoleranno a scrivere un teatro simile alla prosa, nella convalescenza scriverà l'impianto delle sei tragedie che compongono la sua opera teatrale: Calderón, Pilade, Affabulazione, Porcile, Orgia e Bestia da Stile. Terminata la convalescenza lavorò a Bestemmia, un romanzo sotto forma di sceneggiatura in versi, e abbozzò Orgia e Bestia da stile e tra maggio e giugno lavorò ad alcuni drammi che voleva rappresentare all'estero. Per l'estate del 1966 si comprò una Maserati 3500 GT di seconda mano, con cui trascorse le vacanze estive in Carnia con la madre Susanna.
Intanto, al Festival di Cannes che si tenne il 3 maggio, il film Uccellacci e uccellini ebbe grande successo e l'intervento positivo di Roberto Rossellini durante la conferenza stampa suscitò grande interesse. Tra la primavera e l'estate del 1966 scrisse la bozza dei film Teorema e l'Edipo re oltre a elaborare altri drammi: Pilade, Porcile e Calderón. Nell'ottobre 1966 si recò a New York per la presentazione di Uccellacci e uccellini a un festival cinematografico. Conobbe in quell'occasione Allen Ginsberg. All'inizio di ottobre si recò in Marocco per studiare l'ambientazione dell'Edipo re e a novembre girò un episodio del film Le streghe, dal titolo La Terra vista dalla Luna, con Silvana Mangano, Totò e Ninetto Davoli. Di ritorno da un secondo viaggio in Marocco realizzò, in una sola settimana, le riprese dell'episodio Che cosa sono le nuvole? del film Capriccio all'italiana, ancora con Totò, Ninetto Davoli, Franco Franchi, Ciccio Ingrassia e Domenico Modugno. Secondo quanto dichiarato da Franco Citti, nello stesso anno decise di realizzare un film su Pinocchio, in cui Totò avrebbe dovuto interpretare Geppetto, Ninetto Davoli Pinocchio, Vittorio Caprioli il gatto e Franca Valeri la volpe, ma il progetto non fu realizzato per la morte di Totò.
In aprile ebbero inizio le riprese dell''Edipo re nei deserti rossi del Marocco del Sud che continueranno, per alcune scene, nella pianura di Lodi e per il finale nella città di Bologna. Il film, che verrà presentato alla Mostra del cinema di Venezia nel settembre 1967, non ebbe successo in Italia, mentre ottenne il favore del pubblico e della critica in Francia e in Giappone. Nello stesso anno scrisse saggi di teoria e tecnica cinematografica che verranno raccolti nel 1972 in Empirismo eretico. Il 26 ottobre dello stesso anno intervistò nella sua casa veneziana il poeta Ezra Pound, allora di 83 anni, per conto della Rai. I due discussero della Neoavanguardia italiana e dell'arte, quindi Pasolini lesse alcuni versi dalla traduzione italiana dei Canti pisani.

#### Il Sessantotto

Pasolini interviene a una trasmissione televisiva

Nel marzo 1968 venne dato alle stampe il romanzo Teorema, che sarà trasformato successivamente nel soggetto di un film, girato nella primavera dello stesso anno, che verrà presentato alla Mostra del cinema di Venezia il 4 settembre, alla critica, e che vincerà il secondo premio della carriera di Pasolini, il "premio OCIC" (Office Catholique International du Cinéma, organizzazione cattolica che si occupa di cinema). Gli autori, tra cui Pasolini, Francesco Maselli e Cesare Zavattini, contestarono la Mostra del cinema di Venezia, evidenziando come fosse una rassegna di "produttori" e non di "autori", e occuparono la Sala Volpi: solo l'intervento della polizia, il 26 agosto, permise la ripresa del festival. Jean Renoir, che assistette alla prima, dirà a un giornalista: À chaque image, à chaque plan, on sent le trouble d'un artiste (In ogni immagine, in ogni scena si sente il turbamento di un artista).
Il 13 settembre la procura di Roma ordinò il sequestro del film per oscenità. In seguito ai celebri scontri di Valle Giulia, scoppiati tra i reparti della polizia che avevano occupato preventivamente la facoltà romana di Architettura e giovani studenti, Pasolini scrisse la poesia Il P.C.I. ai giovani!! che, destinata alla rivista Nuovi Argomenti, uscì senza preavviso su L'Espresso scatenando una forte polemica. Nella poesia Pasolini si rivolge ai giovani dicendo che la loro è una falsa rivoluzione e che essi sono solamente dei borghesi conformisti, strumenti nelle mani della nuova borghesia.
(Tavola rotonda organizzata da L'Espresso, il 16 giugno 1968 sulla poesia di Pier Paolo Pasolini ll Pci ai giovani)

#### Autore di canzoni
A partire dagli anni sessanta Pier Paolo Pasolini fu anche autore di canzoni, cercando un collegamento tra la poesia e la canzone d'autore. Le prime canzoni furono scritte su musiche di Piero Umiliani, Franco Nebbia e Piero Piccioni, e vennero incise da Laura Betti nel 1961: si tratta di Macrì Teresa detta Pazzia, Il valzer della toppa, Cocco di mamma e Cristo al Mandrione. Il valzer della toppa venne in seguito reincisa da Gabriella Ferri, che la inserì nel 1973 nel suo album Sempre, mentre Cristo al Mandrione fu reinterpretata da Grazia De Marchi e, nel 1997, dalla Ferri nel suo album Ritorno al futuro.

Nel 1963 collaborò con Sergio Endrigo, per cui preparò un testo utilizzando alcuni versi tratti dalla raccolta La meglio gioventù; la canzone che nasce è Il soldato di Napoleone, contenuta nel primo 33 giri del cantautore istriano. Nel 1967 collaborò con Domenico Modugno, scrivendo il testo di Che cosa sono le nuvole:
La canzone è poi stata reinterpretata nel 1996 da Giancarlo Onorato nell'album Il Velluto Interiore, nel 1997 dagli Avion Travel nell'album Vivo di canzoni, nel 2006 da Stefano Bollani nell'album I visionari e nel 2007 da Paolo Benvegnù. Modugno aveva già lavorato con Pasolini l'anno precedente, cantando i titoli di testa e coda del film Uccellacci e uccellini, che il regista aveva scritto in forma letteraria su musica di Ennio Morricone. Nel 1968 collaborò con il gruppo di rock psichedelico Chetro & Co., per cui scrisse il testo della canzone Danze della sera (suite in modo psichedelico), adattandolo da una sua poesia intitolata Notturno.

#### Fine anni sessanta, tra teatro e cinema
Nell'estate 1968 Pasolini girò La sequenza del fiore di carta, con Ninetto Davoli, tratto dalla parabola evangelica del fico infruttuoso che uscirà nel 1969, come terzo episodio del film "Amore e rabbia". Pubblicò intanto su Nuovi Argomenti un saggio dal titolo Manifesto per un nuovo teatro in cui dichiarava il suo completo rifiuto del teatro italiano. Il 27 novembre 1968 rappresentò, al Deposito del Teatro Stabile di Torino, Orgia che venne accolta malamente dal pubblico e dai critici e, nel novembre 1968, ebbero inizio le riprese di Porcile. Porcile ha come sfondo, per il suo episodio "metastorico", l'Etna ed era stato pensato da Pasolini già nel 1965 quando aveva visto il film di Buñuel, Intolleranza: Simon del deserto. In seguito, per girare l'episodio moderno, la troupe si sposterà per le riprese a Villa Pisani a Stra. Dopo Porcile, che l'autore ritenne "il più riuscito dei miei film, almeno esteriormente", realizzò Medea e chiamò per interpretarlo Maria Callas. Le riprese del film vennero girate in Cappadocia, a Grado, a Pisa. La Callas e Pasolini strinsero un fortissimo legame di amicizia.
Durante la lavorazione del film compì un viaggio in Uganda e Tanzania per cercare i luoghi dell'ambientazione del film che pensava di girare subito dopo Porcile: Appunti per un'Orestiade africana.

### Gli anni settanta
In questi anni l'opera di Pasolini si allontanò ulteriormente dalle forme della cultura tradizionale per aumentare le occasioni di espressione su vari giornali e riviste.
Nell'autunno del 1970, acquistò la Torre di Chia, nei pressi di Soriano nel Cimino, dove fece costruire un appartamento-rifugio per due. Il sito era stato scoperto da Pasolini nella primavera del 1964, dopo aver visionato molti luoghi, per ricostruire la scena del Battesimo di Gesù nel fiume Giordano nel film Il Vangelo secondo Matteo.
Scrisse una recensione molto critica su Nuovi Argomenti a Satura di Montale, che gli rispose in versi nella Lettera a Malvolio e in aprile uscì la sua ultima raccolta di poesie Trasumanar e organizzar, accolta da lettori e critici distratti. All'inizio del 1971 realizzò un documentario, dal titolo 12 dicembre, con la collaborazione di alcuni militanti di Lotta Continua sul tema della strage alla Banca dell'Agricoltura di Milano e a marzo presta il suo nome come direttore responsabile dello stesso quotidiano.
Ad aprile venne denunciato per "istigazione a delinquere e apologia del reato" per un supplemento sulle forze armate di Lotta Continua, Proletari in divisa, essendo nel frattempo divenuto direttore responsabile del periodico.

#### La Trilogia della vita

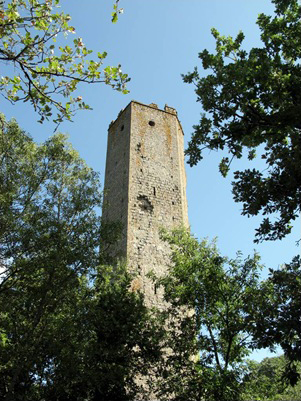
La Torre di Chia

Durante l'estate del 1970 scrisse la sceneggiatura di dieci novelle tratte, tra quelle tragico-comiche, dal Decameron che ambienterà nel mondo napoletano. Il Decameron voleva essere il primo film del trittico che Pasolini dedicava alla Trilogia della vita. Seguiranno infatti I racconti di Canterbury e Il fiore delle Mille e una notte, i veri successi di pubblico di Pasolini. Nel settembre dello stesso anno cominciò a girare a Casertavecchia le prime riprese per proseguire, con Ser Ciappelletto, a Napoli e a Bressanone.
Si accinse poi a scrivere la sceneggiatura dei I racconti di Canterbury tratti da Chaucer e il 28 giugno al Festival di Berlino, Il Decameron ottenne l'Orso d'argento e più di 30 denunce in tutta Italia. Nove settimane, dal settembre al novembre 1971, furono impegnate per le riprese nel Regno Unito de I racconti di Canterbury. Nel 1972, durante l'estate, senza attendere che il film uscisse nelle sale, cominciò a lavorare alla terza parte della trilogia tratta dalle novelle delle Mille e una notte e fece diversi sopralluoghi in Egitto, in Giordania, in Guinea, in India e in Ghana.
I Racconti di Canterbury vinse l'Orso d'oro al festival di Berlino, ma venne stroncato dalla critica internazionale e ripetutamente sequestrato in Italia.
Il 2 settembre 1972 veniva proiettato in prima nazionale presso il cinema Comunale di Benevento il film I Racconti di Canterbury, ispirato all'omonima opera letteraria di Geoffrey Chaucer.
La pellicola suscitò sentimenti di indignazione e disapprovazione fra il pubblico che vennero riversati in numerose denunce.
Ne scaturì una vicenda giudiziaria innanzi al tribunale di Benevento, competente per territorio, che vedeva imputati del delitto di spettacolo osceno Pasolini unitamente al produttore, Grimaldi Aldo, ed al gestore del cinema Comunale, Jannelli Salvatore.
In data 20 ottobre 1972 il tribunale di Benevento in composizione collegiale (presidente ed estensore dott. Daniele Cusani, giudici dott. Alfonso Bosco e Bruno Rotili) assolse gli imputati dall'imputazione loro ascritta perché il fatto non costituiva reato, ordinando la restituzione del film sequestrato e riconoscendo allo stesso il valore di opera d’arte.
Nel 1973 cominciarono nel frattempo le riprese de Il fiore delle mille e una notte a Esfahan, in Iran. Il lavoro procedette con precisione e velocità tanto che l'autore riuscì a girare nel frattempo un documentario, Le mura di Sana, che voleva essere un appello all'UNESCO perché salvaguardasse l'antica città yemenita.
Il fiore delle Mille e una notte uscì nelle sale all'inizio del 1974, vincendo il Grand Prix Spécial du Jury, al Festival di Cannes, e ottenne un gran successo, anche se il giudizio della critica non soddisfece l'autore. Le sceneggiature della "Trilogia della vita" vennero pubblicate nel 1975 con alcune pagine di introduzione titolate Abiura dalla Trilogia della vita dove prese le distanze dalle sue opere precedenti.

#### Il romanzoPetrolioe gli scritti tra il 1972 e il 1975
Nel 1972, accolto da indifferenza da parte della critica, pubblicò la raccolta di saggi Empirismo eretico e continuò a lavorare, rifugiandosi nella torre Chia, al romanzo Petrolio, pubblicato postumo nel 1992, del quale, in tre anni, aveva compilato più di 500 pagine dattiloscritte e che pensò dovesse impegnarlo "forse per il resto della mia vita". Nel 1973 interruppe i rapporti con l'editore Garzanti e accettò le offerte di Giulio Einaudi. Nel settembre dello stesso anno uscirono due testi per il teatro, Orgia e Affabulazione.
Alla fine del 1973 lo scrittore aveva già in mente il progetto, di cui rimangono solo qualche decina di pagine, per un nuovo film dal titolo provvisorio Porno-Teo-Kolossal al quale avrebbe dovuto partecipare tra i protagonisti Eduardo De Filippo. Il progetto venne rinviato. Durante l'estate del 1974 scrisse una lunga appendice al dramma in versi Bestia da stile.
Nel maggio 1975 vide le stampe La nuova gioventù, che era una riproduzione dell'opera La meglio gioventù, e durante l'estate Pasolini lavorò al montaggio di Salò, che fu presentato, dopo la sua morte, il 22 novembre 1975 al festival di Parigi. A ottobre consegnò a Einaudi La Divina Mimesis. Si recò quindi a Stoccolma per un incontro all'Istituto italiano di cultura e al ritorno si fermò a Parigi per rivedere l'edizione francese di Salò: il 31 ottobre ritornò a Roma.
Pasolini scrisse quindi quello che diverrà il suo ultimo documento pubblico. Si tratta del testo dell'intervento che avrebbe dovuto tenere in quei giorni al 15º Congresso del Partito Radicale:
(Testo dell'intervento di Pier Paolo Pasolini preparato per il 15º congresso del Partito Radicale)

#### GliScritti corsari
Nel novembre 1972 cominciò a collaborare con il settimanale Tempo, occupandosi di recensioni letterarie che usciranno nel volume postumo, Descrizioni di descrizioni. All'inizio del 1973 passò al Corriere della Sera, allora diretto da Piero Ottone e da Gaspare Barbiellini Amidei, e il 7 gennaio uscì il primo articolo, Contro i capelli lunghi, che avviò un'ininterrotta serie di interventi riguardo all'ambito politico, al costume, al comportamento pubblico e privato: questi articoli saranno raccolti nel volume Scritti corsari. In seguito al referendum sul divorzio, pubblicò, il 10 giugno 1974, sul Corriere, l'articolo Gli italiani non sono più quelli, che scatenò dure polemiche con Maurizio Ferrara e Italo Calvino.
Pasolini dedicò all'operato politico dei Radicali una certa attenzione, pur mantenendo inalterata la sua posizione contraria non tanto alla legalizzazione dell'aborto in sé, quanto al conformismo che, riguardo a questa tematica, si traduceva in quello che lui definisce "fanatico abortismo", anche se "in una situazione pratica avrebbe scelto il male minore cioè l'aborto" (divorzio e aborto erano invece propugnati con forza proprio dal PR). Tra il 1974 e il 1975 scrisse alcuni pezzi, sul Corriere della Sera e su altri quotidiani, dedicati alle battaglie radicali e agli scioperi della fame di Marco Pannella, tra cui il famoso articolo Il fascismo degli antifascisti (uscito sul Corriere della Sera del 16 luglio 1974). Il 14 novembre 1974, pubblicò sul Corriere della Sera l'articolo Cos'è questo golpe? Io so, in cui accusava la Democrazia Cristiana e gli altri partiti suoi alleati nel governo di essere i veri mandanti delle stragi, a partire da piazza Fontana.
Il 19 gennaio 1975 uscì sul Corriere della Sera il suo articolo Sono contro l'aborto, che suscitò altre polemiche. Scrisse alcuni articoli sul settimanale Il Mondo che andranno a far parte del volume postumo Lettere luterane, tra cui l'ultimo suo scritto pubblicato in vita, il 30 ottobre 1975. Nel mese di maggio uscì il volume Scritti corsari che raccoglieva tutti gli articoli scritti per i quotidiani Corriere della Sera, Tempo illustrato, Il Mondo, Nuova generazione e Paese Sera, tra il 1973 e il 1975, e che comprendeva una sezione di documenti allegati, redatti da vari autori, e alcuni scritti di critica che erano apparsi sul settimanale Tempo dal 10 giugno al 22 ottobre 1974.
In una lettera del 3 ottobre 1975 indirizzata a Gianni Scalia, Pasolini comprendeva l'urgenza di mettere in termini di economia politica quello che scriveva sul Corriere della Sera e chiedeva all'amico di aiutarlo in questa fatica. Questo progetto rimase naturalmente solo sulla carta.

#### Il filmSalò o le 120 giornate di Sodoma
Interessato al progetto del film tratto dal romanzo di Sade si mise a studiare intensamente il kantiano "male radicale" che riduce l'umanità nella schiavitù del consumismo e che corrompe, manipolandole, le anime insieme ai corpi (precedentemente definiti "una terra ancora non colonizzata dal potere"). Ai primi di febbraio 1975 terminò la sceneggiatura del film che non sarà mai realizzato, Il padre selvaggio, e a metà dello stesso mese cominciarono nel mantovano le riprese di Salò o le 120 giornate di Sodoma, ultimo film scritto e diretto da Pasolini, che verrà presentato al pubblico quando l'autore sarà già morto da tre settimane. Il 12 settembre 2015, in occasione del 72º festival di Venezia, il film verrà premiato nella categoria classici come miglior film restaurato.

### La morte e il processo
(Alberto Moravia)

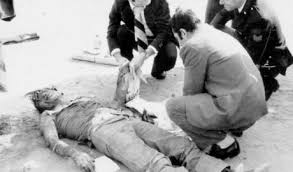
Il ritrovamento del corpo di Pier Paolo Pasolini

La notte del 2 novembre 1975 Pasolini, all'età di 53 anni, fu brutalmente assassinato, venendo percosso e travolto dalla sua stessa auto sulla spiaggia dell'Idroscalo di Ostia, località del comune di Roma. Il cadavere massacrato venne ritrovato da una donna alle 6:30 circa; sarà l'amico Ninetto Davoli a riconoscerlo. Dell'omicidio fu incolpato Giuseppe "Pino" Pelosi, diciassettenne di Guidonia Montecelio, già noto alle forze dell'ordine come ladro di auto e "ragazzo di vita", fermato la notte stessa alla guida dell'auto dello scrittore. Pelosi affermò di essersi trovato in piazza dei Cinquecento, di fronte alla stazione Termini, insieme a tre amici più grandi; dopo che era entrato nel bar Dei, Pasolini lo avrebbe avvicinato invitandolo a salire a bordo della sua automobile, un'Alfa Romeo Giulia 2000 GT Veloce, dietro la promessa di un compenso in denaro.
Dopo una cena offerta dallo scrittore nella trattoria Biondo Tevere, nei pressi della basilica di San Paolo, i due si diressero alla periferia di Ostia. La tragedia, secondo la sentenza, scaturì a seguito di una lite per alcune pretese sessuali di Pasolini che Pelosi non voleva soddisfare, degenerata in un alterco fuori dalla vettura. Il giovane sarebbe stato quindi colpito dallo scrittore con un bastone, del quale poi si sarebbe impadronito per percuotere Pasolini fino a farlo stramazzare al suolo, gravemente ferito ma ancora vivo. Pelosi quindi sarebbe salito a bordo dell'auto di Pasolini e avrebbe travolto più volte con le ruote il corpo, sfondandogli la gabbia toracica e provocandone la morte. Gli abiti di Pelosi non mostrarono tracce di sangue. Pelosi venne condannato in primo grado per "omicidio volontario in concorso con ignoti" e il 4 dicembre 1976, con la sentenza della Corte d'Appello che, pur confermando la condanna dell'unico imputato, riformava parzialmente la sentenza di primo grado escludendo ogni riferimento al concorso di altre persone nell'omicidio.
 Gravemente malato, Pelosi è morto il 20 luglio 2017, all’età di 59 anni.

#### Sostenitori del complotto
Due settimane dopo il delitto apparve un'inchiesta su L'Europeo con un articolo di Oriana Fallaci, che ipotizzava una premeditazione e il concorso di almeno altre due persone. Un giornalista de L'Europeo ebbe alcuni colloqui con un ragazzo che, tra molte esitazioni e alcuni momenti di isteria, avrebbe dichiarato di aver fatto parte del gruppo che aveva massacrato il poeta; il giovane, tuttavia, dopo un'iniziale collaborazione, avrebbe rifiutato di proseguire oltre o fornire altre informazioni, dileguandosi dopo aver lasciato intendere di rischiare la vita confessando la propria partecipazione e concludendo che non sarebbe stata intenzione del gruppo uccidere il poeta, ma che si sarebbe trattato di una rapina degenerata, concludendo je volevamo solà er portafoglio ("volevamo rubargli il portafoglio").
Diversi abitanti delle numerose abitazioni abusive esistenti in via dell'Idroscalo confidarono in seguito alla stampa di aver sentito urla concitate e rumori - indizio della presenza di ben più di due persone sul posto - e invocazioni disperate di aiuto da parte di Pasolini la notte del delitto, ma senza che alcuno fosse intervenuto in suo soccorso. Sembra che la zona non fosse ignota a Pasolini, che già varie volte vi si era recato con altri partner e addirittura, stando a quanto la Fallaci affermò, avrebbe talvolta affittato per qualche ora una delle abitazioni del posto per trascorrervi momenti di intimità.

Funerali di Pasolini, 5 novembre 1975. Accanto al feretro, Franco Citti; sullo sfondo, Enrico Berlinguer.

Nella sua biografia su Pasolini, Enzo Siciliano sostiene che il racconto di Pelosi presentava delle falle, perché il bastone di legno - in realtà, una tavoletta di legno utilizzata precariamente per indicare il numero civico e l'abitazione di una delle baracche - a lui sembrava marcita per l'umidità e troppo deteriorata per costituire l'arma contundente che aveva causato le gravissime ferite riscontrate sul cadavere del poeta e rimarcando l'impossibilità, per un giovane minuto come Pelosi, di sopraffare un uomo agile e forte come Pasolini senza presentare né tracce della presunta lotta, né macchie di sangue sulla sua persona o sugli indumenti.
Il film Pasolini, un delitto italiano di Marco Tullio Giordana, uscito nel ventennale del delitto, è sceneggiato come un'inchiesta e arriva alla conclusione che Pelosi non fosse solo. Lo stesso Giordana però ha precisato, in un'intervista al Corriere della Sera, che non intendeva sostenere a tutti i costi la matrice politica nel delitto. Ha dichiarato inoltre di non escludere altre possibilità, per esempio quella di un incontro omosessuale di gruppo degenerato in violenza.
Pelosi, dopo aver mantenuto invariata la sua assunzione di colpevolezza per trent'anni, fino al maggio 2005, a sorpresa, nel corso di un'intervista televisiva a Ombre sul giallo di Franca Leosini, ha affermato di non essere l'esecutore materiale dell'uccisione di Pier Paolo Pasolini e ha dichiarato che l'omicidio era stato commesso da altre tre persone, giunte su un'autovettura targata Catania, che a suo dire parlavano con accento "calabrese o siciliano" e, durante il massacro, avrebbero ripetutamente inveito contro il poeta gridandogli jarrusu (termine gergale siciliano, utilizzato in senso dispregiativo nei confronti degli omosessuali). E, infatti, era giunta a suo tempo alle autorità una lettera anonima in cui si affermava che, la sera della morte di Pasolini, la sua auto era stata seguita da una Fiat 1300 targata CT di cui erano indicate le prime quattro cifre, ma nessuno si preoccupò mai di effettuare una verifica presso il Pubblico registro automobilistico. Pelosi ha poi fatto i nomi dei suoi presunti complici solo in un'intervista del 12 settembre 2008, pubblicata sul saggio d'inchiesta di Giuseppe Lo Bianco e Sandra Rizza Profondo Nero (Chiarelettere 2009). Ha aggiunto inoltre di aver celato questa rivelazione per timore di mettere a rischio l'incolumità della propria famiglia, ma di sentirsi adesso libero di parlare, dopo la morte dei genitori.
A trent'anni dalla morte, assieme alla ritrattazione di Pelosi, è emersa la testimonianza di Sergio Citti, amico e collega di Pasolini, su una sparizione di copie dell'ultimo film Salò o le 120 giornate di Sodoma e su un eventuale incontro con dei malavitosi per trattare la restituzione. Sergio Citti morì per cause naturali alcune settimane dopo.

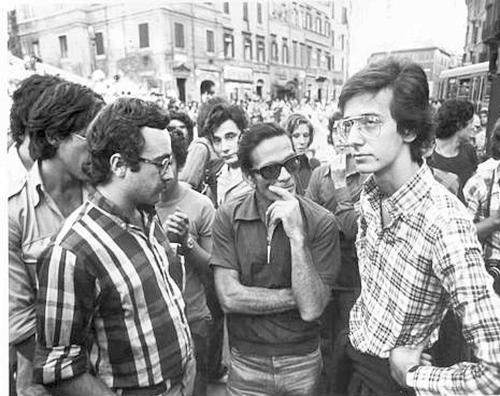
Pier Paolo Pasolini tra Ferdinando Adornato e Walter Veltroni alla manifestazione in sostegno del movimento antifranchista davanti all'Ambasciata di Spagna a Piazza di Spagna a Roma il 24 settembre 1975

Un'ipotesi molto più inquietante lo collega invece alla "lotta di potere" che prendeva forma in quegli anni nel settore petrolchimico, tra Eni e Montedison, tra Enrico Mattei e Eugenio Cefis. Pasolini, infatti, si interessò al ruolo svolto da Cefis nella storia e nella politica italiana: facendone uno dei due personaggi "chiave", assieme a Mattei, di Petrolio, il romanzo-inchiesta (uscito postumo nel 1992) al quale stava lavorando poco prima della morte. Pasolini ipotizzò, basandosi su varie fonti, che Cefis alias Troya (l'alias romanzesco di Petrolio) avesse avuto un qualche ruolo nello stragismo italiano legato al petrolio e alle trame internazionali. Secondo autori recenti fu proprio per questa indagine che Pasolini fu ucciso.
Una relazione della Commissione Parlamentare Antimafia della XVIII legislatura, pur riconoscendo che "appaiono ormai del tutto improbabili soluzioni di carattere giudiziario” sostiene l’ipotesi, senza però presentare prove, che “l'omicidio di Pier Paolo Pasolini potrebbe essere legato al furto delle pellicole originali di alcune scene del suo film 'Salò e le 120 giornate di Sodoma', che era ancora in produzione: lo scrittore-regista sarebbe andato all'Idroscalo di Ostia, dove poi è stato ucciso, proprio per riuscire a recuperarle".
Altri collegano la morte di Pasolini alle sue accuse a importanti politici di governo di collusione con le stragi della strategia della tensione. Walter Veltroni il 22 marzo 2010 ha scritto al ministro della Giustizia Angelino Alfano una lettera aperta, pubblicata sul Corriere della Sera, chiedendogli la riapertura del caso, sottolineando che Pasolini è morto negli anni settanta, "anni cui si facevano stragi e si ordivano trame". Nel 2010 l'avvocato Stefano Maccioni e la criminologa Simona Ruffini hanno ricordato che i proprietari della trattoria Biondo Tevere, di cui Pasolini era cliente abituale, furono sentiti pochissime ore dopo l'identificazione del corpo ed entrambi descrissero il giovane con cui Pasolini s'era presentato la sera del delitto come "alto almeno 1,70 e forse di più, con capelli lunghi e biondi, pettinati all'indietro", ovvero completamente diverso da Pelosi, che era poco più di 1,60 m, tarchiato e con folti capelli neri e ricci, secondo la moda dell'epoca. Hanno anche raccolto la dichiarazione di un nuovo testimone, cosa che ha aperto ulteriori indagini.
Le nuove indagini sono state infine definitivamente archiviate all'inizio del 2015 perché non hanno portato a nulla di nuovo rispetto alla sentenza, se non ad alcune tracce di DNA sui vestiti dello scrittore di difficile attribuzione e impossibili da collocare temporalmente, se durante il delitto o nei giorni precedenti.

#### Sostenitori della sentenza
(Pier Paolo Pasolini - Ultima sua intervista, concessa poche ore prima della morte.)
Molti intellettuali sostengono la verità giudiziaria, o comunque non credono a complotti. Si tratta di scrittori e amici di Pasolini che ritengono inattendibile, per molti motivi, la ritrattazione di Pelosi a distanza di trent'anni. In linea generale, sono gli stessi che rifiutano la lettura politica militante delle opere di Pasolini e l'immagine edulcorata del personaggio che porta a farne "un santo e un martire". Essi privilegiano, invece, una chiave interpretativa dell'uomo e dell'opera legata alla sua particolare omosessualità, vissuta senza fermarsi di fronte a pratiche estreme e violente, anche con i minori.
Sono le basi da cui partono Edoardo Sanguineti (che definisce il suo comportamento “suicidio per delega"), Franco Fortini e il curatore dell'opera omnia Walter Siti per sostenere che in generale la sua scrittura presenta un forte contenuto autobiografico e che in particolare alcune opere sono una sorta di autobiografia originata da una tendenza sadomasochista votata all'autodistruzione.
Sono le stesse basi che utilizzano Nico Naldini, cugino di primo grado di Pasolini, anch'egli omosessuale, poeta e scrittore, nonché suo collaboratore in tutti i film, e Marco Belpoliti per dire che con le teorie del complotto si manifesta la resistenza della sinistra e di alcuni amici ad accettare la particolare omosessualità dello scrittore riducendola a una sorta di vizietto, una pratica privata di cui non si deve parlare, mentre costituisce la sostanza su cui egli ha fondato la propria opera e la propria critica della società. Naldini, che definisce le teorie del complotto "bufale che si inseguono e che si divorano l'un l'altra", e "delirio che continua da molti anni e non è ancora del tutto passato", nel suo libro Breve vita di Pasolini, scrive che l'attrazione per quel tipo di ragazzi gli faceva perdere il senso del pericolo. Un senso che avrebbe invece dovuto tenere ben presente, vista anche la sua costituzione fisica minuta (benché agile e forte, era alto 1,67 m e pesava 59 kg) che lo portava a essere facile oggetto di lesioni, anche da parte di ragazzi. Per diversi motivi, tra cui il fatto che lo scrittore, da tempo, aveva adottato il sadomasochismo, anche con rituali feticistici (le corde per farsi legare e così immobilizzato in una sorta di scena sacrificale farsi percuotere fino allo svenimento), Naldini ritiene che abbiano ragione coloro che dicono che, suo cugino, in fondo, sia in parte autore del suo stesso destino. La sua morte è spiegata dal fatto che viveva una vita violenta: per questo egli pensa che sia allo stesso tempo tragico e ridicolo volerlo trasformare in una specie di santo laico.
Anche per il critico Giancarlo Vigorelli, scopritore di Pier Paolo Pasolini sin da quand'era un poeta adolescente, si tratta di omicidio omosessuale. Egli considerava Pasolini un uomo pieno di contraddizioni non tanto perché cercasse il sesso occasionale, ma per la violenza, "per il modo bestiale in cui si consumava durante nottate di violenza che non comprendevo. Fino alle sette di sera era una persona, dopo era tutt'altra... a me gelava il sangue quando lo vedevo il giorno dopo le sue avventure notturne pieno di graffi e lividi".

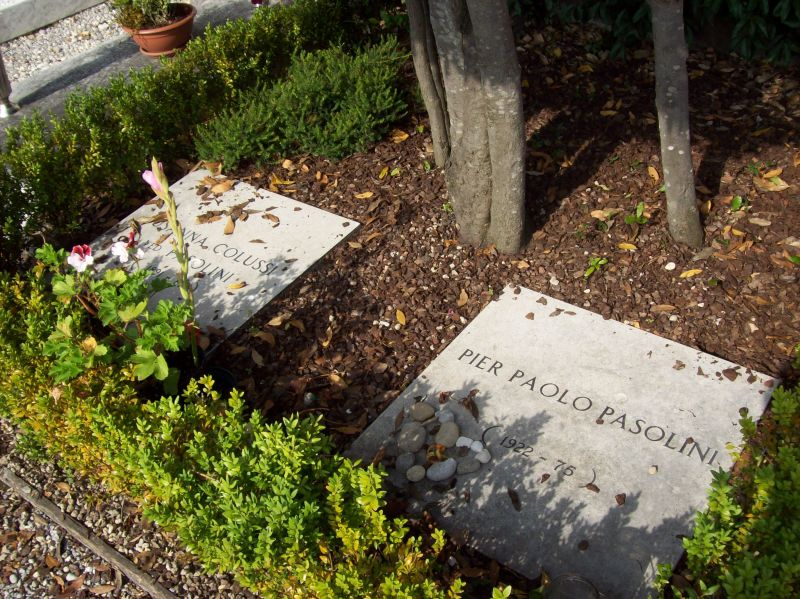
La tomba di Pier Paolo Pasolini disegnata dall'architetto Gino Valle, a Casarsa della Delizia. La lapide a fianco è quella della madre Susanna, morta a 89 anni il 1º febbraio 1981. Il padre è sepolto in un'altra zona del cimitero.

Ferdinando Camon, la cui prefazione dei primi libri è stata scritta da Pasolini, afferma che lo scrittore è morto come ha rischiato tante volte di morire. Egli sostiene che le teorie del complotto rispondono al desiderio di alcuni amici di Pasolini di mondarlo dalla morte per omosessualità, vissuta anche comprando minorenni, per consegnarlo alla storia come morto per antifascismo.
L'amico pittore Giuseppe Zigaina rievoca le circostanze della scomparsa di Pasolini in un suo saggio. Dal confronto con la simbologia presente in gran parte delle sue opere egli sostiene che Pasolini ha «progettato per quindici anni la sua morte».
Sulle stesse posizioni, contro le teorie del complotto, si trovano anche Guido Santato, studioso di Pasolini, e l'italianista Bruno Pischedda il quale aggiunge che queste teorie sono anche un tentativo di preservarne la statura di vate, un modo per custodire un'immagine mitica, consacrata, ponendola fuori e al di sopra di qualsiasi giudizio. Anche se la tendenza a credere nelle teorie del complotto, secondo Pierluigi Battista, prescinde dalla storia personale dello scrittore, e deriva dal fatto che "i gialli sono sempre più avvincenti della piattezza delle trame realistiche".
Un altro cronista che non ha mai creduto alla tesi del complotto neofascista è Massimo Fini: nel 2015, in occasione dei quarant'anni dell'omicidio, ricordò che quella teoria fu innescata da Oriana Fallaci (sua collega all'Europeo) dopo aver sfogliato alcune riviste dal parrucchiere e aver raccolto dei boatos in quel senso.
La morte di Pasolini per lo storico Federico Zeri può esser paragonata a quella di Caravaggio: "Secondo me c'è una forte affinità fra la fine di Pasolini e la fine di Caravaggio, perché in tutt'e due mi sembra che questa fine sia stata inventata, sceneggiata, diretta e interpretata da loro stessi".

## Rapporto con la madre
Susanna Maria Colussi (Casarsa della Delizia 10 marzo 1891 - Udine 1º febbraio 1981) fu profondamente amata dal figlio, che la ricordò in diverse opere, dedicandole, tra l'altro, la celebre Supplica a mia madre (in Poesia in forma di rosa). Pasolini la volle anche come attrice in Teorema e, nel ruolo della Madonna, ne Il Vangelo secondo Matteo.
Sull'importanza di Susanna e sul ruolo della "madre" nell'opera di Pasolini esiste una vasta letteratura. Lo stesso Pasolini scrisse "ho sentito l'amore per mia madre molto, molto profondamente, e tutta la mia opera ne è influenzata, ma è un'influenza la cui origine è dentro di me, nel mio intimo e, come ho detto, piuttosto al di fuori della storia". Marco Antonio Bazzocchi la definì "un alter ego, un oggetto di identificazione nei versi giovanili, è la madre reale nella poesia degli anni sessanta (soprattutto in Poesia in forma di rosa), è una figura profanata in Bestia da stile e in Petrolio". Importanti e studiati anche gli aspetti psicoanalitici del rapporto.

## Tributi e omaggi
A Pasolini sono stati dedicati eventi, mostre, film, un teatro e anche murales.

### Hostia: la caduta di Pier Paolo Pasolini di Nicola Verlato
Hostia è un murale di Nicola Verlato sorto nell'aprile 2017 sulla facciata di una palazzina in via Galeazzo Alessi, nel quartiere di Torpignattara. Rappresenta la morte dello scrittore e regista romano, ucciso a Roma nel 1975.
Il murale misura 10 metri di altezza per 5,8 metri di lunghezza, acrilico su intonaco, in bianco e nero. Il luogo non è casuale: infatti il quartiere di Torpignattara era uno dei più frequentati da Pasolini.

### Retrospettiva al MOMA di New York

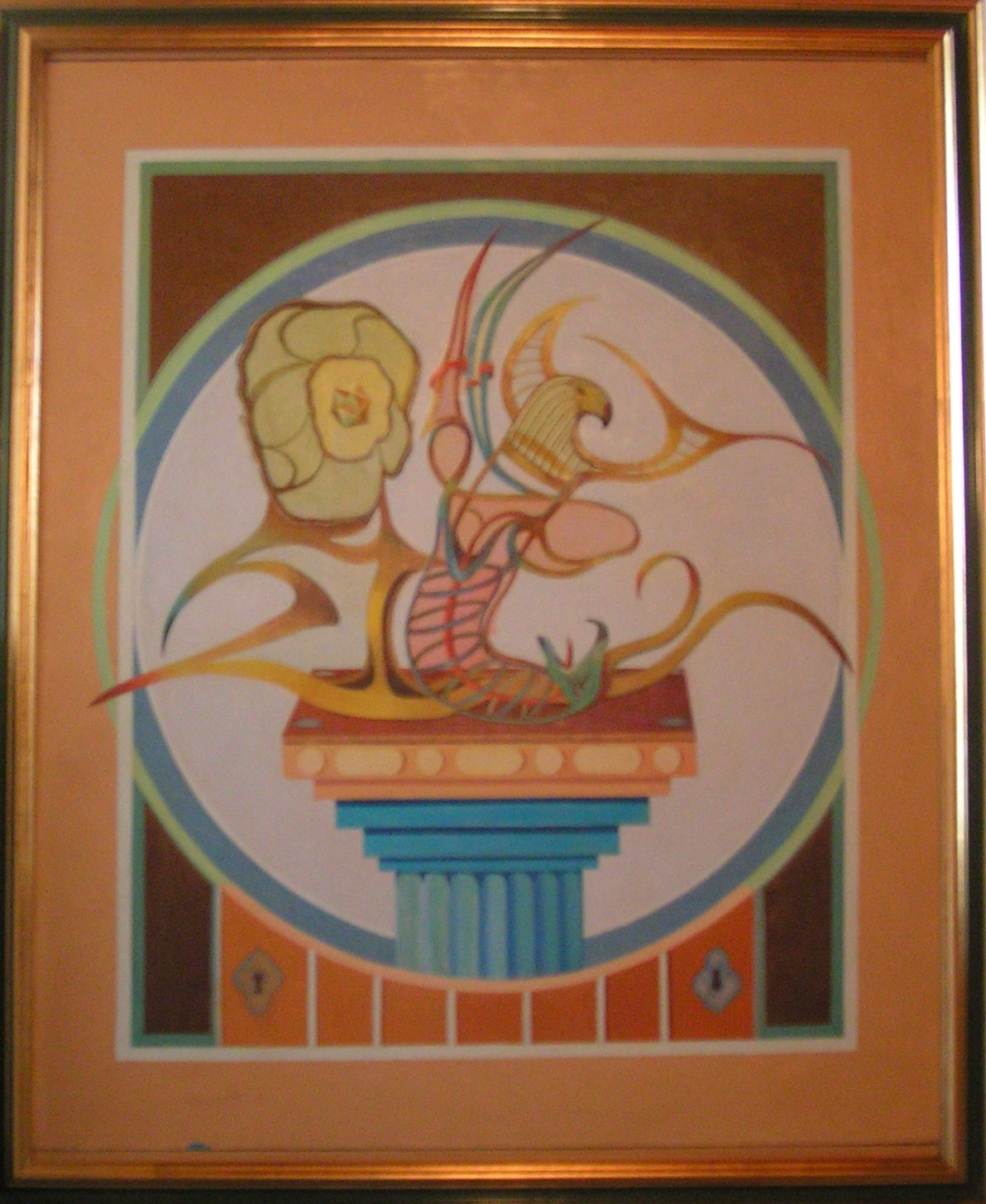
William Girometti, Senza titolo (omaggio a Pier Paolo Pasolini), 1980

Una retrospettiva completa che celebra la produzione cinematografica del regista, dal 13 dicembre 2012 al 5 gennaio 2013 al MOMA di New York. Ad accompagnare l'evento, supportato da Gucci, una serata con letture di brani di Pasolini da parte di artisti italiani e americani, la presentazione del nuovo libro Pier Paolo Pasolini, il mio cinema, un seminario e una mostra di disegni e ritratti.
Nell'ambito della manifestazione, inoltre, è stata allestita una mostra che presenta una quarantina tra disegni e dipinti di Pasolini, raramente esposti prima d'ora, custoditi presso l'Archivio Contemporaneo Alessandro Bonsanti del Gabinetto Scientifico Letterario Vieusseux di Firenze.
La retrospettiva completa presenta i celebri film di Pasolini in copie nuove, realizzate dall'Istituto Luce Cinecittà in due anni di lavoro. Le opere corrispondono approssimativamente a quattro periodi della vita socialmente e politicamente impegnata dell'artista.

### Songs For A Child: A Tribute To Pier Paolo Pasolini
Songs For A Child: A Tribute To Pier Paolo Pasolini è un album contenente 14 tracce pubblicato da Rustblade nel 2009, prodotto in edizione limitata (696 copie).

### Lettera di Oriana Fallaci
La lunghissima lettera scritta da Oriana Fallaci il 16 novembre 1975, in onore del suo amico Pasolini è una testimonianza che aiuta a comprendere il grande scrittore italiano. Fu indirizzata idealmente al poeta dopo la sua morte e al suo interno la Fallaci rievoca parole, pensieri ed emozioni che le aveva lasciato il poeta attraverso alcune lettere: 
Diventammo subito amici, noi amici impossibili. Cioè io donna normale e tu uomo anormale, almeno secondo i canoni ipocriti della cosiddetta civiltà, io innamorata della vita e tu innamorato della morte. Io così dura e tu così dolce.

### Film di Abel Ferrara
Il regista Abel Ferrara dedicò un film alla sua biografia: Pasolini del 2014.

### Una storia sbagliata di Fabrizio De André
Il poeta e cantautore italiano Fabrizio De André dedicò una canzone all'assassinio di Pasolini, definendolo, come dice il titolo, "una storia sbagliata".

### A Pa' di Francesco De Gregori
Francesco De Gregori, nell'album Scacchi e tarocchi (1985), dedicò a Pasolini la canzone A Pa', chiamandolo con un affettuoso diminutivo come se fosse un suo intimo amico.

### Difìnt
Nel 1999 Mirco De Stefani compone Difìnt, per coro maschile a quattro voci a cappella, su testo in friulano tratto da Saluto e augurio, componimento finale dell’ultima raccolta di Pasolini.

### In un futuro aprile
Il documentario diretto da Francesco Costabile e Federico Savonitto, miglior Film sull'Arte all'AsoloArtFilmFestival 2020, racconta gli anni della gioventù di Pasolini nel suo amato Friuli, attraverso la voce del cugino "Nico" Domenico Naldini.

### Nella mano dell'angelo di Dominique Fernandez
Lo scrittore francese Dominique Fernandez ha pubblicato nel 1982 il romanzo Nella mano dell'angelo, dedicato alla vita di Pasolini. L'opera è vincitrice del Premio Goncourt.

### Tributi fumettistici
Numerosi sono gli omaggi tributati a Pasolini per mezzo del fumetto. Tra i principali si segnalano i graphic novel Pig! Pig! Pig! (1993) di Jean Dufaux e Massimo Rotundo, Intervista a Pasolini (2002) di Davide Toffolo, Il delitto Pasolini (2005) di Gianluca Maconi e Diario segreto di Pasolini (2015) di Elettra Stamboulis e Gianluca Costantini; inoltre le storie brevi Le ceneri di Pasolini di Graziano Origa (in Contro n. 6, marzo 1976) e La profezia di Pasolini: morire mi nuoce di Giuseppe Pollicelli e Nazareno Giusti (in la Lettura n. 205, 25 ottobre 2015). La figura di Pasolini è rievocata anche in Ragazzi di morte di Roberto Recchioni, Luca Vanzella, Valerio Befani e Pierluigi Minotti, ottavo numero della serie Battaglia (2017). In gran parte dedicato a Pasolini, a partire dalla copertina realizzata da Francesco Ripoli, è il numero di marzo 2022 del mensile linus. All'interno della rivista compaiono cinque opere a fumetti che celebrano lo scrittore e regista.
Nel 2022 si sono svolte a Roma due mostre incentrate sulla presenza di Pasolini nei fumetti: Cuore cosciente. Pasolini raccontato nel fumetto (a Palazzo Merulana, dal 26 agosto al 2 ottobre) e l'itinerante Pier Paolo Pasolini. Fumetti corsari (inauguratasi il 15 settembre presso la Galleria Moderni di via dei Banchi Vecchi).

### Omaggio dei Coil
Il gruppo britannico Coil dedicò una canzone alla morte di Pasolini nel suo secondo album Horse Rotorvator del 1986, dal titolo Ostia (The Death of Pasolini).
Nelle loro esibizioni live, prima dell'esecuzione del brano, erano soliti a leggere un passaggio tratto dalla poesia Una disperata vitalità della raccolta Poesia in forma di rosa.

### Salerno Letteratura Festival
Durante la decima edizione del "Festival di Salerno Letteratura" gli viene dedicata una sezione di eventi, dal titolo Pasoliniana. Inoltre Salerno gli ha dedicato l'ex cinema Diana divenuto Teatro Pier Paolo Pasolini.

### Documentario di Giancarlo Scarchilli
Il regista Giancarlo Scarchilli ha dedicato un documentario per raccontare la "visione nuova" del poeta, regista e scrittore attraverso le personalità del tempo che lo hanno conosciuto: Pier Paolo Pasolini - Una visione nuova (2023) documentario.

### Album di Kanye West e Kid Cudi
L'album Kids See Ghosts di Kanye West e Kid Cudi è stato interpretato da molti critici come un tributo a Pier Paolo Pasolini, riflettendo temi centrali del pensiero pasoliniano, come l'alienazione e la ricerca del sacro. Attraverso l'esplorazione del trauma e della redenzione, Kanye e Cudi evocano un parallelismo con l'opera di Pasolini, dove il dolore viene trasformato in una profonda riflessione sulla condizione umana. In seguito Kanye West intervistato al riguardo ammise che a priori dell'uscita dell'album aveva letto e studiato l'opera omnia di Pasolini.

## Archivi personali
- Presso la Cineteca di Bologna si trova l'archivio del Centro Studi Pier Paolo Pasolini donato nel 2004 da Laura Betti.[264]
- Il Gabinetto Vieusseux di Firenze ha un suo consistente fondo comprendente circa 39 anni di epistolario, manoscritti e dattiloscritti delle sue opere, foto personali e foto di scena, rassegna stampa sulle sue attività, opuscoli, locandine, ecc.[265]
- Una raccolta di manoscritti del periodo friulano, tra cui Quaderni rossi (1946-1947) e i Manifesti politici (1949) e una fitta corrispondenza epistolare con gli amici e i parenti sono depositati al Centro Studi Pier Paolo Pasolini di Casarsa della Delizia.[266]

## Opere
Per l'importanza della sua poesia il critico statunitense Harold Bloom ha inserito Pasolini tra gli scrittori che compongono il Canone Occidentale.
È stato definito nel volume a cura di Francesco Ottonello come il "primo grande artista multimediale dell’epoca contemporanea", noto per il suo "cinema di poesia". A proposito della stretta relazione tra arte e vita si è parlato di "letteratura corporale", intendendo la personificazione della letteratura nel corpo dello scrittore.

### Poesia
- Poesie a Casarsa, Libreria Antiquaria Mario Landi, Bologna, 1942; nuova edizione tipografica, con un volume annesso a cura di Franco Zabagli, Vicenza, Ronzani Editore, 2019.
- Poesie, Stamperia Primon, San Vito al Tagliamento, 1945.
- Diarii, Pubblicazioni dell'Academiuta, Casarsa, 1945; ristampa anastatica 1979, con premessa di Nico Naldini.
- I pianti, Pubblicazioni dell'Academiuta, Casarsa, 1946.
- Dov'è la mia patria, con 13 disegni di G. Zigaina, Edizioni dell'Academiuta, Casarsa, 1949.
- Tal còur di un frut, Edizioni di Lingua Friulana, Tricesimo, 1953; nuova edizione a cura di Luigi Ciceri, Forum Julii, Udine, 1974.
- Dal diario (1945-47), Casa Editrice Sciascia, Caltanissetta, 1954; nuova edizione, 1979, con introduzione di L. Sciascia, illustrazioni di Giuseppe Mazzullo.
- La meglio gioventù, Biblioteca di Paragone, Sansoni, Firenze, 1954.
- Il canto popolare, Edizioni della Meridiana, Milano, 1954.
- Le ceneri di Gramsci, Garzanti, Milano, 1957; nuova edizione Einaudi, Torino, 1981, con un saggio critico di Walter Siti.
- L'usignolo della Chiesa Cattolica, Longanesi, Milano, 1958; nuova edizione, Einaudi, Torino, 1976.
- Roma 1950. Diario, All'insegna del pesce d'oro (Scheiwiller), Milano, 1960.
- Sonetto primaverile (1953), Scheiwiller, Milano, 1960.
- La religione del mio tempo, Garzanti, Milano, 1961; nuova edizione Einaudi, Torino, 1982.
- Poesia in forma di rosa (1961-1964), Garzanti, Milano, 1964.
- Poesie dimenticate, a cura di Luigi Ciceri, Società Filologica Friulana, Udine, 1965.
- Poesie [riunisce una scelta d'autore di 24 poesie da Le ceneri di Gramsci, La religione del mio tempo e Poesia in forma di rosa]; Garzanti, Milano, 1970.
- Trasumanar e organizzar, Garzanti, Milano, 1971.
- La nuova gioventù. Poesie friulane 1941-1974, Einaudi, Torino, 1975; Collana Gli struzzi n.243, Einaudi, 1981; Collezione di poesia, Einaudi, 2002; prefazione di Franco Marcoaldi, collana Elefanti bestseller, Garzanti, Milano, 2017, ISBN 978-88-116-7181-7.
- Le poesie [riunisce Le ceneri di Gramsci, La religione del mio tempo, Poesia in forma di rosa, Trasumanar e organizzar e alcune inedite], Garzanti, Milano, 1975.
- Poesie e pagine ritrovate, a cura di Andrea Zanzotto e Nico Naldini, con disegni di Pier Paolo Pasolini e Giuseppe Zigaina, Lato Side 25, Roma, 1980.
- Poeta delle Ceneri (poemetto scritto nel 1966), a cura di Enzo Siciliano, in Nuovi Argomenti, 1980; Nota di E. Siciliano, La Rotonda dei Pellegrini, 1998; a cura di Piero Gelli, Milano, Archinto, 2010, ISBN 978-88-776-8549-0; A cura di Gian Mario Villalta, Collana Elefanti Bestseller, Milano, Garzanti, 2023, ISBN 978-88-118-1555-6.
- Bestemmia. Tutte le poesie, 2 voll., a cura di Graziella Chiarcossi e Walter Siti, prefazione di Giovanni Giudici, Garzanti, Milano, 1993, ISBN 978-88-116-3584-0; nuova ed. nella Collana Gli elefanti Poesia, 4 voll., Garzanti, 1995-1996.
- Poesie scelte, a cura di Nico Naldini e Francesco Zambon, con un'introduzione di F. Zambon, Collana Poeti del nostro tempo, TEA, Milano 1997; Collana Poeti della Fenice, Guanda, Parma, 2015, ISBN 978-88-235-1253-5; Collana Tascabili poesia, Guanda, 2017, ISBN 978-88-235-1747-9.
- Tutte le poesie, 2 voll. in cofanetto, a cura e con uno scritto di Walter Siti, saggio introduttivo di Fernando Bandini, Collana I Meridiani, Mondadori, Milano, 2003.
- Le grandi poesie. Le ceneri di Gramsci. La religione del mio tempo. Poesia in forma di rosa. Trasumanar e organizzar, Collana Elefanti bestseller, Garzanti, Milano, 2021, ISBN 978-88-110-0232-1.

### Traduzioni poetiche

#### Dal latino
- Dall'Eneide, in Umberto Todini, Virgilio e Plauto, Pasolini e Zanzotto. Inediti e manoscritti d'autore tra antico e moderno, in Lezioni su Pasolini, a cura di Tullio De Mauro e Francesco Ferri, Sestante, Ascoli Piceno 1997, p. 56.

#### Dal francese
- Roger Allard, Storia di Yvonne, in Poesia straniera del Novecento, a cura di A. Bertolucci, Garzanti, Milano 1958, pp. 82–87.
- Jean Pellerin, La romanza del ritorno, in Poesia straniera del Novecento, a cura di A. Bertolucci, Garzanti, Milano 1958, pp. 88–93.
- André Frénaud, Esortazione ai poveri, in «L'Europa letteraria», dicembre 1960.

#### In friulano
- Niccolò Tommaseo, A la so Pissula Patria, «Il Stroligut», n. 1, avost 1945, p. 19.
- Giuseppe Ungaretti, Luna, «Il Stroligut», n. 2, avril 1946, p. 19.

#### Dal greco al friulano
- Tre frammenti di Saffo, in Massimo Fusillo, La Grecia secondo Pasolini. Mito e cinema, La Nuova Italia, Firenze 1996, pp. 243–244.

### Narrativa
- Ragazzi di vita, Garzanti, Milano 1955; con un'Appendice contenente Il metodo di lavoro e I parlanti, Einaudi, Torino, 1979.
- Una vita violenta, Garzanti, Milano 1959 (nuova edizione: Einaudi, Torino 1979).
- Donne di Roma. Sette storie di P.P.Pasolini, introduzione di Alberto Moravia, 104 fotografie di Sam Waagenaar, Collana Specchio del mondo n.8, Milano, Il Saggiatore, 1960.
- L'odore dell'India, Longanesi, Milano 1962; Nuova ed., con un'intervista di Renzo Paris ad Alberto Moravia, Guanda, Parma, 1990.
- Il sogno di una cosa, Garzanti, Milano 1962.
- Alì dagli occhi azzurri, Garzanti, Milano 1965; Prefazione di Giordano Meacci, Collana Elefanti bestseller, Garzanti, 2022.
- Teorema , Garzanti, Milano 1968.
- La Divina Mimesis, Einaudi, Torino 1975; Nuova ed. con una nota introduttiva di Walter Siti, Einaudi, 1993.
- Amado mio preceduto da Atti impuri, con uno scritto di Attilio Bertolucci, edizione a cura di Concetta D'Angeli, Garzanti, Milano 1982.
- Petrolio, a cura di Maria Careri e Graziella Chiarcossi, con una nota filologica di Aurelio Roncaglia, Einaudi, Torino 1992; a cura di Silvia De Laude, Collana Oscar, Mondadori, Milano, 2005.
- Un paese di temporali e di primule, a cura di Nico Naldini, Guanda, Parma 1993 [oltre a racconti, contiene saggi di argomento friulano]
- Romàns, seguito da Un articolo per il «Progresso» e Operetta marina, a cura di Nico Naldini, Guanda, Parma, 1994.
- Storie della città di Dio. Racconti e cronache romane 1950-1966, a cura di Walter Siti, Collana I Coralli, Einaudi, Torino, 1995, ISBN 88-06-13882-0.
- Romanzi e racconti, 2 voll., a cura di Walter Siti e Silvia De Laude, con due saggi di W. Siti, Collana I Meridiani, Mondadori, Milano 1998.
- I grandi romanzi. Ragazzi di vita. Una vita violenta. Il sogno di una cosa, Collana Elefanti bestseller, Garzanti, Milano, 2021, ISBN 978-88-110-0231-4.

### Sceneggiature e testi per il cinema
- Le notti di Cabiria, 1957.
- La notte brava, in Filmcritica, novembre-dicembre 1959.
- La lunga notte del '43, 1960, regia di Florestano Vancini, sceneggiatura: Florestano Vancini, Ennio De Concini, Pier Paolo Pasolini, in Il mestiere del critico di Guido Aristarco, Mursia, Milano, 1962; ne I film degli altri, a cura di Tullio Kezich Guanda, Parma, U. Guanda, 1996.
- Accattone, prefazione di Carlo Levi, FM, Roma 1961; poi in Accattone, Mamma Roma, Ostia, Introduzione di Ugo Casiraghi, Garzanti, Milano 1993-2019, pp. 23–236.
- Mamma Roma, Rizzoli, Milano 1962; poi in Accattone, Mamma Roma, Ostia, cit., pp. 239–401.
- Il Vangelo secondo Matteo, a cura di Giacomo Gambetti, Garzanti, Milano 1964; poi in Il Vangelo, Edipo re, Medea, Introduzione di Morando Morandini, Garzanti, Milano 1991-2006-2020, pp. 7–300.
- La commare secca, in «Filmcritica», ottobre 1965.
- Uccellacci e uccellini, Garzanti, Milano 1966.
- Edipo re, Garzanti, Milano 1967, poi in Il Vangelo, Edipo re, Medea, cit., pp. 313–454.
- Che cosa sono le nuvole?, in Cinema e Film, 1969.
- Porcile (soggetto del primo episodio, titolo originario Orgia), in «ABC», 10 gennaio 1969.
- Appunti per un poema sul Terzo Mondo (soggetto), in Pier Paolo Pasolini. Corpi e luoghi, a cura di Michele Mancini e Giuseppe Perrella, Theorema, Roma, 1981, pp. 35–44.
- Ostia, un film di Sergio Citti, sceneggiatura di S. Citti e Pier Paolo Pasolini, Garzanti, Milano 1970; poi in Accattone, Mamma Roma, Ostia, cit., pp. 405–566.
- Medea, Garzanti, Milano 1970; poi in Il Vangelo, Edipo re, Medea, cit., pp. 475–605.
- Storie scellerate, un film di Sergio Citti, soggetto e sceneggiatura di S. Citti e Pier Paolo Pasolini 1973.
- Il padre selvaggio (racconto-sceneggiatura scritto nel 1963 per un film mai realizzato), Collana Nuovi Coralli n.114, Einaudi, Torino, I ed. 1975.
- Trilogia della vita (Il Decameron, I racconti di Canterbury, il Fiore delle Mille e una notte), a cura di Giorgio Gattei, Cappelli, Bologna, 1975; nuove ed., introduzione di Gianni Canova, Collana Oscar, Milano, Mondadori, 1987; Collana Elefanti Bestseller, Milano, Garzanti, 1995-2018, ISBN 978-88-116-0413-6.
- San Paolo, Collana Supercoralli. Nuova serie, Einaudi, Torino, 1977, ISBN 978-88-060-9878-0; Prefazione di Enzo Bianchi, Collana Elefanti bestseller, Garzanti, Milano, 2017, ISBN 978-88-116-7277-7.
- Appunti per un'Orestiade africana, a cura di Antonio Costa, Quaderni del Centro Culturale di Copparo, Copparo (Ferrara) 1983.
- Ignoti alla città (commento), in Pier Paolo Pasolini, Il cinema in forma di poesia, a cura di Luciano De Giusti, Cinemazero, Pordenone 1979, pp. 117–18.
- La canta delle marane (commento), ibid., pp. 119–20.
- Comizi d'amore (scaletta preparatoria), ibid., pp. 123–27.
- Storia indiana (soggetto), ibid., pp. 134–35.
- Le mura di Sana'a (commento), in «Epoca», 27 marzo 1988.
- Porno-Teo-Kolossal, in «Cinecritica», aprile-giugno 1989.
- Sant'Infame, ivi.
- La Terra vista dalla Luna, sceneggiatura a fumetti, presentazione di Serafino Murri, in «MicroMega», ottobre-novembre 1995.
- La Nebbiosa, in «Filmcritica», 459/460, novembre-dicembre 1995; edizione integrale secondo le sequenza della prima stesura, a cura di Graziella Chiarcossi, prefazione di Alberto Piccinini, nota al testo di Maria D'Agostini, Biblioteca delle Silerchie, Il Saggiatore, Milano, 2013.
- Per il cinema, 2 voll. in cofanetto, a cura di Walter Siti e Franco Zabagli, con due scritti di B. Bertolucci e Mario Martone, saggio introduttivo di Vincenzo Cerami, Collana I Meridiani, Mondadori, Milano, 2001.

### Teatro
- Italie Magique, in Potentissima signora, canzoni e dialoghi scritti per Laura Betti, Longanesi, Milano 1965, pp. 187–203.
- Pilade, in «Nuovi Argomenti», luglio-dicembre 1967.
- Manifesto per un nuovo teatro (saggio di estetica teatrale), in «Nuovi Argomenti», gennaio-marzo 1968.
- Affabulazione, in «Nuovi Argomenti», luglio-settembre 1969.
- Calderón, Affabulazione, "Pilade", Garzanti, Milano, 1973.
- I Turcs tal Friùl (I Turchi in Friuli), a cura di Luigi Ciceri, Forum Julii, Udine, 1976; (nuova edizione a cura di Andreina Nicoloso Ciceri, Società filologica friulana, Udine 1995).
- Affabulazione-Pilade, presentazione di Attilio Bertolucci, Garzanti, Milano, 1977.
- Porcile, Orgia, Bestia da stile, con una nota di Aurelio Roncaglia, Garzanti, Milano 1979.
- Teatro (Calderón, Affabulazione, Pilade, Porcile, Orgia, Bestia da stile), prefazione di Guido Davico Bonino, Collana Gli elefanti Teatro, Garzanti, Milano, 1988 (la pubblicazione comprende anche "Il manifesto per un nuovo teatro").
- Affabulazione, con una nota di Guido Davico Bonino, Collezione di teatro, Einaudi, Torino, 1992.
- La sua gloria (dramma in 3 atti e 4 quadri, 1938), in «Rendiconti 40», Ed. Pendragon (a cura di Roberto Roversi) marzo 1996, pp. 43–70.
- Teatro, a cura di Walter Siti e Silvia De Laude, con due interviste a Luca Ronconi e Stanislas Nordey, Collana I Meridiani, Mondadori, Milano 2001, ISBN 978-88-044-8942-9.
- Bestia da stile, a cura di Pasquale Voza, Editrice Palomar, Bari, 2005.
- Il Teatro, I. Calderón, Affabulazione, Pilade, Prefazione di Oliviero Ponte di Pino, Appendice di scritti di critica teatrale di PPP tra il 1961 e 1973, Collana Novecento, Garzanti, Milano, 2010; collana Elefanti bestseller, Milano, Garzanti, 2016, ISBN 978-88-116-7175-6.
- Il Teatro, II. Porcile, Orgia, Bestia da stile, Prefazione di Oliviero Ponte di Pino, collana Novecento, Garzanti, Milano, 2010; Collana Gli elefanti, Milano, Garzanti, 2019, ISBN 978-88-116-0645-1.

### Traduzioni teatrali
- Eschilo, Orestiade, a cura dell'Istituto Nazionale del Dramma Antico per le rappresentazioni classiche nel teatro greco di Siracusa, Urbino 1960; poi Quaderni del Teatro popolare italiano n.2, Einaudi, Torino 1960; con una Lettera del traduttore, Collana Scrittori tradotti da scrittori, Einaudi, 1985; Prefazione di Massimo Frusillo, Collana Elefanti bestseller, Milano, Garzanti, 2020, ISBN 978-88-118-1482-5.
- Plauto, Il vantone, Garzanti, Milano 1963; Prefazione di Umberto Todini, Collana gli Elefanti Teatro, Milano, Garzanti, 1994, 2008, 2016, ISBN 978-88-116-7213-5.

### Saggi
- Paolo Weiss, con 34 tavole del pittore, Edizioni della Piccola Galleria, Roma, 1946.
- Passione e ideologia (1948-1958), Garzanti, Milano 1960; con un saggio introduttivo di Cesare Segre, Einaudi, Torino, 1985; nuova ed., prefazione di Alberto Asor Rosa, Milano, Garzanti, 1994.
- I parlanti (1948), estratto da "Botteghe Oscure", Roma, 1951; ripubblicato in appendice all'edizione Einaudi di Ragazzi di vita, 1979.
- Donne di Roma, con introduzione di Alberto Moravia, Milano, Il Saggiatore, 1960.
- Empirismo eretico, Milano, Garzanti, 1972.
- Scritti corsari, Milano, Garzanti, 1975; nuova ed., prefazione di Alfonso Berardinelli, Garzanti, 1990.
- Volgar'eloquio, a cura di Antonio Piromalli e Domenico Scafoglio, Athena, Napoli, 1976; A cura e con una prefazione di Gian Carlo Ferretti, Editori Riuniti, 1987; nuova ed. a cura di Fabio Francione, edizioni del Fondo Piromalli, 2015. [lezione-dibattito tenuta il 21 ottobre 1975 a Lecce sul tema "Dialetto e scuola"]
- Lettere luterane, Einaudi, Torino, 1976; con un'introduzione di Alfonso Berardinelli, 2003.
- Pier Paolo Pasolini e "Il Setaccio" 1942-1943. Scritti e disegni '42-'43, con scritti di Roberto Roversi e Gianni Scalia, a cura di Mario Ricci, Collana Nuova Universale, Bologna, Cappelli, 1977. [contiene i seguenti saggi pasoliniani: «Umori» di Bartolini; Cultura italiana e cultura europea a Weimar; I giovani, l'attesa; Noterelle per una polemica; Mostre e città; Per una morale pura in Ungaretti; Ragionamento sul dolore civile; Fuoco lento. Collezioni letterarie; Filologia e morale; Personalità di Gentilini; «Dino» e «Biografia ad Ebe»; Ultimo discorso sugli intellettuali; Commento a un'antologia di «lirici nuovi»; Giustificazione per De Angelis; Commento allo scritto del Bresson; Una mostra a Udine]
  - Tutti gli articoli di Pasolini per «Il Setaccio» sono leggibili sul sito della Biblioteca comunale dell'Archiginasio
  - Ragionamento sul dolore civile. Saggi da «Il Setaccio» (1942-43), Ediz. ampliata, Ogni Uomo è Tutti Gli Uomini, 2022, ISBN 978-88-994-8062-2.
- Descrizioni di descrizioni, a cura di Graziella Chiarcossi, Collana Gli struzzi n.194, Einaudi, Torino, 1979; prefazione di Giampaolo Dossena, Garzanti, Milano, 1996; introduzione di Paolo Mauri, Collana Saggi, Garzanti, 2006. [raccoglie le recensioni letterarie apparse sul settimanale «Tempo» tra il 26 novembre 1972 e il 24 gennaio 1975]
- Il Portico della Morte, a cura di Cesare Segre, «Associazione Fondo Pier Paolo Pasolini», Garzanti Milano, 1988. [saggi usciti in rivista, pubblicati tra il 1958 e il 1971, non entrati in Passione e ideologia]
- Antologia della lirica pascoliana. Introduzione e commenti, a cura di Marco Antonio Bazzocchi, saggio introduttivo di M. A. Bazzocchi ed Ezio Raimondi, Collana Gli struzzi n.460, Einaudi, Torino 1993.
- I film degli altri, a cura di Tullio Kezich, Guanda, Milano, 1996; nuova ed. aumentata, Introduzione di Marco Tullio Giordana, Biblioteca della Fenice, Milano, Guanda, 2025, ISBN 978-88-235-3380-6.
- Nota sull'odierna poesia, «Gioventù italiana del Littorio. Bollettino del Comando federale di Bologna», aprile 1942, p. 6.
- Stroligut di cà da l'aga (1944) - Il Stroligut (1945-1946) - Quaderno romanzo (1947), riproduzione anastatica delle riviste dell'Academiuta friulana, a cura del Circolo filologico linguistico padovano, Padova, 1983 (contiene i seguenti saggi pasoliniani: Dialet, lenga e stil; Academiuta di Lenga Furlana; Alcune regole empiriche d'ortografia; Volontà poetica ed evoluzione della lingua).
- Saggi sulla letteratura e sull'arte, 2 voll., in cofanetto, a cura di Walter Siti e Silvia De Laude, con un saggio di Cesare Segre, Collana I Meridiani, Mondadori, Milano, 1999.
- Saggi sulla politica e sulla società, a cura di Walter Siti e Silvia De Laude, con un saggio di Piergiorgio Bellocchio, Collana I Meridiani, Mondadori, Milano 1999.
- La lunga strada di sabbia. per la prima volta il resoconto originale del viaggio in Italia di Pasolini, fotografie di Philippe Séclier, Milano, Contrasto, 2005. - Introduzione di Paolo Mauri, Collana Narratori della Fenice, Milano, Guanda, 2017, ISBN 978-88-235-1467-6. [reportage in tre puntate, realizzato tra giugno ed agosto 1959 in Italia, per la rivista Successo, qui integrata dei passi cassati].
- I giovani e l'attesa. Tre scritti giovanili (1942-43), Ogni uomo è tutti gli uomini, 2015, ISBN 978-88-96691-93-9.
- Il mio cinema, Collana Il cinema ritrovato, Cineteca di Bologna, 2015, ISBN 978-88-99196-13-4.
- I grandi interventi civili. Il caos. Scritti corsari. Lettere luterane, Collana Elefanti bestseller, Milano, Garzanti, 2021, ISBN 978-88-110-0230-7.

### Dialoghi con i lettori
- Le belle bandiere. Dialoghi 1960-65, a cura di Gian Carlo Ferretti, Collana I David n.19, Roma, Editori Riuniti, 1977. - Prefazione di Andrea Bajani, Collana Elefanti bestseller, Milano, Garzanti, 2021, ISBN 978-88-118-1557-0. [contiene una scelta dei dialoghi apparsi sul settimanale «Vie Nuove» tra il 28 maggio 1960 e il 30 settembre 1965]
- Il caos, a cura di Gian Carlo Ferretti, Collana I David, Roma, Editori Riuniti, dicembre 1979. - Collana Saggi, Garzanti, Milano, 2015, ISBN 978-88-11-68501-2; Prefazione di Roberto Saviano, Collana Gli elefanti. Saggi, Garzanti, 2017, ISBN 978-88-116-8501-2. [contiene una scelta dei dialoghi apparsi sul settimanale «Tempo», dal 6 agosto 1968 al 24 gennaio 1970]
- I dialoghi, a cura di Giovanni Falaschi, Prefazione di Gian Carlo Ferretti, Collana I Grandi, Roma, Editori Riuniti, 1992, ISBN 978-88-359-3638-1. [comprende tutti i dialoghi apparsi su «Vie Nuove» e su «Tempo»]

### Epistolari
- Lettere agli amici (1941-1945), Collana Biblioteca della Fenice n.3, Parma, Guanda, 1976.
- Lettere 1940-1954, Con una cronologia della vita e delle opere, a cura di Nico Naldini, Collana Biblioteca dell'Orsa n.2, Torino, Einaudi, 1986, ISBN 978-88-06-59331-5.
- Lettere 1955-1975, a cura di Nico Naldini, Collana Biblioteca dell'Orsa, Torino, Einaudi, 1988, ISBN 978-88-06-59953-9.
- Vita attraverso le lettere, A cura di Nico Naldini, Collana ET Scrittori, Torino, Einaudi, 1994, ISBN 978-88-06-13580-5.
- Le lettere. Nuova edizione, a cura di Antonella Giordano e Nico Naldini, nuova Cronologia della Vita e delle Opere di Pasolini, Collezione I Libri della Spiga, Milano, Garzanti, 2021,  p. 1552, ISBN 978-88-116-9713-8. [edizione integrata da oltre 300 lettere inedite]
- Lettere a Maria Seccardi, a cura di Antonella Giordano, Prefazione di Franco Zabagli, Dueville, Ronzani, 2025, ISBN 979-12-599-7128-9.

### Interviste
- Il sogno del centauro, A cura di Jean Duflot. Prefazione di Gian Carlo Ferretti, Collana Universale scienze sociali, Roma, Editori Riuniti, 1983. [lunga intervista concessa in due tempi - 1969 e 1975 - apparsa dapprima in francese - nel 1970 e nel 1981 - col titolo Les dernières paroles d'un impie] - Collana I libelli, Editori Riuniti, II ed., 1993, ISBN 978-88-359-3789-0.
- Pasolini su Pasolini. Conversazioni con Jon Halliday, traduzione di C. Salmaggi, Collana Biblioteca della Fenice, Parma, Guanda, 1992, ISBN 978-88-7746-622-8.
- Interviste corsare sulla politica e sulla vita 1955-1975, Nota e cura di Michele Gulinucci, Presentazione di Ferdinando Adornato, Prefazione di Tullio De Mauro, Roma, Liberal Atlantide editoriale, novembre 1995.
- Furio Colombo-Gian Carlo Ferretti, L'ultima intervista di Pasolini, Collezione Le Coccinelle n.1, Roma, Avagliano Editore, 2005, ISBN 978-88-8309-186-5. [intervista data il 1º novembre, pubblicata postuma l'8 novembre 1975 sul supplemento Tuttolibri del quotidiano La Stampa] - nuova ed. col titolo Siamo tutti in pericolo. L'ultima intervista di Pasolini. Con interventi inediti su quei giorni e su ciò che sappiamo dopo, Collana I libri della Salamandra n.2, Reggio Emilia, Aliberti, 2020, ISBN 978-88-932-3368-2.
- Pasolini rilegge Pasolini. Intervista con Giuseppe Cardillo, cura e Introduzione di Luigi Fontanella, con il cd dell'intervista, Milano, Archinto, 2005, ISBN 88-7768-448-8.
- Povera Italia. Interviste e interventi, 1949-1975, A cura di Angela Molteni, Milano, Kaos Edizioni, 2013, ISBN 978-88-7953-253-2.
- Polemica Politica Potere. Conversazioni con Gideon Bachmann, A cura di Riccardo Costantini, Collana Reverse, Milano, Chiarelettere, 2015, ISBN 978-88-6190-789-8.
- Intervista a Pierpaolo Pasolini, a cura di Angelo Gaccione e Giorgio Colombo, Cosenza, Orizzoni Meridionali, 2016, ISBN 978-88-976-8767-2. - Roma, Rogas, 2024, ISBN 979-12-815-4313-3. [intervista resa nel settembre 1961 al Bar Norman di Torino al collettivo del CRAS[270]]
- Pier Paolo Pasolini. L'uomo e l'intellettuale in 50 interviste, a cura di Franco Grattarola, iacobellieditore, 2025, Guidonia Montecelio, ISBN 9788862527897

### Curatele
- Poesia dialettale del Novecento, a cura di Mario dell'Arco e Pier Paolo Pasolini, introduzione di Pasolini, collezione La Fenice n.21, Guanda, Parma, 1952; nuova edizione, prefazione di Giovanni Tesio, collana Gli struzzi n.470, Einaudi, Torino, 1995, ISBN 978-88-061-3711-3.
- Canzoniere italiano. Antologia della poesia popolare, a cura di Pier Paolo Pasolini, collezione La Fenice, Guanda, Parma, 1955, II ed. 1975; nuova edizione, 2 voll., collezione I Garzanti n.400-401, Garzanti, Milano, I ed. ottobre 1972; collana Gli Elefanti Poesia, Garzanti, I ed. 1992 - II ed. 2006; prefazione di Alberto Mario Cirese, collana Elefanti bestseller, Garzanti, 2019, ISBN 978-88-116-0649-9.

### Programmi radiofonici
- Il Friuli, a cura di Pier Paolo Pasolini, regia di Dante Raiteri, 8 aprile 1953, RAI programma nazionale
- Paesaggi e scrittori: il Friuli, a cura di Pier Paolo Pasolini, sabato 17 agosto 1956, RAI programma nazionale
- A cinquant'anni dalla morte del Carducci, lettura carducciana, da Odi barbare a Rime e ritmi, a cura di Pier Paolo Pasolini, trasmessa il 21 luglio 1957

### Introduzioni
- Mario dell'Arco, Ottave, Roma, Bardi Editore, 1948

## Filmografia

### Cinema
- Accattone (1961)
- Mamma Roma (1962)
- Il Vangelo secondo Matteo (1964)
- Uccellacci e uccellini (1966)
- Edipo re (1967)
- Teorema (1968)
- Porcile (1969)
- Medea (1969)
- Il Decameron (1971)
- I racconti di Canterbury (1972)
- Il fiore delle Mille e una notte (1974)
- Salò o le 120 giornate di Sodoma (1975)

### Documentari
- La rabbia – docufilm in due parti (la seconda è per la regia di Giovannino Guareschi) (1963)
- Comizi d'amore (1964)
- Sopralluoghi in Palestina per il Vangelo secondo Matteo (1965)
- Appunti per un film sull'India (1968)
- Appunti per un'Orestiade africana (1970)
- Le mura di Sana – cortometraggio documentario (1971)
- 12 dicembre, regia non accreditata e condivisa con Giovanni Bonfanti (1972)

### Episodi
- Ro.Go.Pa.G., episodio La ricotta (1963)
- Le streghe, episodio La Terra vista dalla Luna (1967)
- Capriccio all'italiana, episodio Che cosa sono le nuvole? (1968)
- Amore e rabbia, episodio La sequenza del fiore di carta (1969)

## Filmografia su Pasolini
- Pasolini, un delitto italiano, regia di Marco Tullio Giordana (1995)
- Nerolio, regia di Aurelio Grimaldi (1996)
- Un mondo d'amore, regia di Aurelio Grimaldi (2003)
- Un Intellettuale in Borgata, regia di Enzo De Camillis (2013)
- Pasolini, regia di Abel Ferrara (2014)
- La macchinazione, regia di David Grieco (2016)
- L'isola di Medea. Pasolini e Callas, l'amore obliquo, regia di Sergio Naitza – docufilm (2017)
- Pier Paolo Pasolini - Una visione nuova, regia di Giancarlo Scarchilli – docufilm (2023)
- Le donne di Pasolini, regia di Eugenio Cappuccio – docufilm (2023)

## Discografia

### Album
- 1995 – Meditazione Orale (BMG Ricordi, 74321-27043-2)
- 1997 – Pasolini / Kresnik / Schwertsik - Gastmahl Der Liebe (Volksbühne Recordings)
- 2005 – Pasolini Rilegge Pasolini (Archinto)
- 2006 – Pier Paolo Pasolini, Giovanna Marini - Le Ceneri di Gramsci (Block Nota, I Dischi Di Angelica, CD BN 608)

### Singoli
- 1962 – Poesia In Forma Di Rosa (7") (RCA Italiana, 17 CL-12)

### Canzoni scritte da Pier Paolo Pasolini
| Anno | Titolo                      | Autori del testo                       | Autori della musica | Interpreti       |
| ---- | --------------------------- | -------------------------------------- | ------------------- | ---------------- |
| 1962 | Il soldato di Napoleone     | Pier Paolo Pasolini, Sergio Endrigo    | Sergio Endrigo      | Sergio Endrigo   |
| 1967 | Uccellacci e uccellini      | Pier Paolo Pasolini, Domenico Modugno  | Domenico Modugno    | Domenico Modugno |
| 1967 | Cosa sono le nuvole         | Pier Paolo Pasolini, Domenico Modugno  | Domenico Modugno    | Domenico Modugno |
| 1973 | Il valzer della toppa       | Pier Paolo Pasolini                    | Piero Umiliani      | Gabriella Ferri  |
| 1974 | I ragazzi giù nel campo     | Pier Paolo Pasolini, Dacia Maraini     | Manos Hadjidakis    | Daniela Davoli   |
| 1974 | C'è forse vita sulla terra? | Pier Paolo Pasolini, Dacia Maraini     | Manos Hadjidakis    | Daniela Davoli   |
| 1987 | Lengas dai frus di sera     | Pier Paolo Pasolini                    | Giancarlo Velliscig | Aiar di tuessin  |
| 1992 | La recessione               | Pier Paolo Pasolini, Francesco Messina | Francesco Messina   | Alice            |
| 1997 | Cristo al mandrione         | Pier Paolo Pasolini                    | Piero Piccioni      | Gabriella Ferri  |

## Riconoscimenti
- Festival di Cannes
  - 1958 – Miglior soggetto originale per Giovani mariti
  - 1962 – Candidatura alla Palma d'oro al miglior regista per Accattone
  - 1974 – Grand Prix Speciale della Giuria per Il fiore delle Mille e una notte
- Nastro d'argento 1960 al miglior soggetto originale per La notte brava di Mauro Bolognini
- Primo premio per la regia al Festival Internazionale del cinema di Karlovy Vary 1962 per Accattone
- Mostra internazionale di Venezia - 1964: Leone d'argento - Gran premio della giuria e premio O.C.I.C. (Office Catholique International du Cinéma) per Il vangelo secondo Matteo
- Nastro d'argento al miglior regista 1965 per Il vangelo secondo Matteo
- Nastro d'argento 1967 al miglior soggetto originale per Uccellacci e uccellini
- Mostra internazionale di Venezia - 1968 premio O.C.I.C. (Office Catholique International du Cinéma) per Teorema
- Premio "Amelia" 1969 per la cinematografia
- Kinema Junpo Awards 1970: Miglior film straniero per Edipo re
- Festival internazionale del cinema di Berlino: Orso d'argento 1971 per Il Decameron
- Festival internazionale del cinema di Berlino: Orso d'oro 1972 per I racconti di Canterbury
- Premio Giovanni da Udine 1979 Ad memoriam [272]
- Festival di Venezia 2015: Miglior film restaurato per Salò o le 120 giornate di Sodoma

## Doppiatori italiani
- Cesare Barbetti[273] in Il gobbo

### Annotazioni
1. ↑  la prima accessione della letteratura 'dialettale' all'aura della poesia d'oggi, e pertanto una modificazione in profondità di quell'attributo, Gianfranco Contini, 1943 in Gordon, 1996, p. 12.
2. ↑  Al di là del senso stretto, che può essere approfondito consultando il link nel testo principale, l'espressione neòteroi si può usare anche a proposito «di poeta, di scuola poetica che tende ad innovare il linguaggio e i temi tradizionali» (Grande Dizionario Garzanti Italiano 2009, Editore GARZANTI, 2007, ISBN 88-480-0305-2, 9788848003056, voce: "neoterico")
3. ↑  Si veda Siciliano, p. 142.
4. ↑  Il processo contro Pasolini e l'editore Garzanti di tenne il 4 luglio 1956, il pubblico ministero chiese l'assoluzione perché il fatto non costituiva reato e si procedette all'archiviazione. Si veda Siciliano op. cit. p. 185-186.
5. ↑  Il processo si tenne il 15 novembre 1961 per l'imputazione di favoreggiamento, il 16 il tribunale lo assolse per insufficienza di prove, l'appello del 5 luglio 1963 lo assolse con formula piena. Si veda Siciliano, op. cit. p. 243.
6. ↑  Seguirono un giudizio in appello del 13 luglio 1963 e due ricorsi in cassazione che lo assolsero per insufficienza di prove. Si veda Siciliano, op. cit. p. 249.
7. ↑  La condanna, dopo l'assoluzione conseguita nel secondo grado di giudizio, fu confermata dalla sentenza della Corte di Cassazione del 24 febbraio 1967, che tuttavia annullava gli effetti senza rinvio, perché il reato risultava estinto dall'amnistia del 1966. Si veda Siciliano, op. cit. p.255.
8. ↑  Per l'occupazione alla Mostra del Cinema di Venezia venne processato, l'11 ottobre 1969, insieme a Cesare Zavattini, Lionello Massobrio, Marco Ferreri, Alfredo Angeli, Francesco Maselli e Filippo De Luigi. Il processo si concluse con l'assoluzione degli imputati. Si veda Siciliano, op. cit. p. 340.
9. ↑  Il processo si tenne a Venezia nel novembre 1968, Pasolini fu assolto. Si veda Siciliano, op. cit. p. 314.
10. ↑  Il processo fu rinviato, e non fu mai celebrato. Si veda Siciliano, op. cit. p. 341.
11. ↑  Il Decameron fu sequestrato per ordine delle procure di Ancona e Sulmona. Si veda Siciliano, p. 411.
12. ↑  I Racconti di Canterbury fu sequestrato il 7 ottobre 1972, dissequestrato il 9 gennaio 1973, sequestrato ancora il 19 marzo, decreto annullato dalla Cassazione il 2 aprile, due giorni dopo veniva di nuovo sequestrato, la Cassazione deliberò, infine, il 27 marzo 1975. Si veda Siciliano, p. 411.
13. ↑  Il fiore delle Mille e una notte fu denunciato il 27 giugno 1974 e la denuncia venne archiviata il 5 agosto 1974 poiché il sostituto procuratore riconobbe il valore artistico dell'opera. Si vedano Siciliano, p. 411 e Murri, p. 143.
14. ↑  Il film andò incontro a diverse azioni giudiziarie, per oscenità e per corruzione di minori che si protrassero fino al 1978. Si veda Murri, op. cit. p. 155.

### Fonti
1. ↑  (EN) Ed Vulliamy, Who really killed Pier Paolo Pasolini?, su The Guardian, 24 agosto 2014. URL consultato il 12 maggio 2017 (archiviato il 5 settembre 2014).
2. ↑   PASOLINI, Pier Paolo - Treccani, su Treccani. URL consultato il 15 febbraio 2024.
3. ↑   Il Dissenso di un Intellettuale: Pier Paolo Pasolini, a Cento anni dalla Nascita, su News-Art. URL consultato il 1º aprile 2024 (archiviato il 28 novembre 2022).
4. ↑   Matilde Quarti, La vita e i libri di Pier Paolo Pasolini, intellettuale corsaro, su ilLibraio.it, 18 novembre 2017. URL consultato il 1º aprile 2024 (archiviato il 13 febbraio 2024).
5. ↑   Pier Paolo Pasolini, l'uomo, l'artista, l'intellettuale: un volume in digitale dell'Espresso, su la Repubblica, 15 novembre 2021. URL consultato il 1º aprile 2024 (archiviato il 16 dicembre 2021).
6. ↑   Pasolini 100 anni intellettuale sempre più profetico, su ANSA.it, 27 febbraio 2022. URL consultato il 1º aprile 2024 (archiviato il 3 dicembre 2022).
7. ↑  Gian Piero Brunetta, in Cent'anni cinema italiano, Laterza, Bari 1991 - p. 494.
8. ↑   Renzo Paris, 'Amado mio/Atti impuri' Dal cassetto di Pasolini (da "il manifesto" del 29/9/82), su pasolini.net. URL consultato il 1º aprile 2024 (archiviato dall'url originale l'8 marzo 2015).
9. ↑  Siciliano, p. 32.
10. ↑   Targa ricordo sulla casa di Pasolini, su ricerca.repubblica.it, 2 giugno 2004. URL consultato il 17 luglio 2013 (archiviato l'11 novembre 2014).
11. ↑  NALDINI, Nico. Il treno del buon appetito. Ronzani Editore, 2017.
12. ↑   L'infanzia di PPP. Intervista a PPP di Dacia Maraini (1971), su Pier Paolo Pasolini - Cento studi Casarsa della Delizia, 6 settembre 2015. URL consultato il 26 gennaio 2020 (archiviato il 25 maggio 2016).
13. ↑   L'infanzia di PPP., su Centro Studi Pierp Polo Pasolini Casarsa. URL consultato il 10 febbraio 2023.
14. ↑   La vita di Pier Paolo Pasolini raccontata in una graphic novel, su Gianluca Costantini, 1º novembre 2015. URL consultato il 26 gennaio 2020 (archiviato il 2 novembre 2019).
15. ↑   Daniela Minotti, La rivoluzione delle lucciole: Pier Paolo Pasolini tra letteratura, antropologia e impegno civile. Tesi di laurea magistrale, su ETD archivio digitale delle tesi discusse presso l'Università di Pisa, 2013. URL consultato il 26 gennaio 2020 (archiviato il 2 novembre 2019).
16. ↑  Siciliano, p. 50.
17. ↑   Silvia Biazzo, Pier Paolo Pasolini, su Dante Alighieri Gesellschaft Klagenfurt. URL consultato il 2 luglio 2016 (archiviato dall'url originale il 22 agosto 2016).
18. ↑  Accrocca, 1960.
19. 1 2 3 4  Siciliano, p. 51.
20. ↑   Quarant'anni fa venne ucciso Pasolini. Visse a Cremona (che se ne dimentica), su Cremona Oggi, 17 settembre 2015. URL consultato il 1º aprile 2024 (archiviato il 16 gennaio 2021).
21. ↑   liceo Galvani: anche giornalista Rai Sergio Telmon (1920-1995) conobbe Pasolini, su old.liceogalvani.it. URL consultato l'11 maggio 2022 (archiviato dall'url originale il 26 maggio 2022).
22. 1 2 3 4  Siciliano, p. 55.
23. ↑   David Marceddu, Università Bologna apre l'archivio: gli esami di Pasolini e i libretti di Pascoli, Carducci, Dossetti e Andrea Pazienza, su il Fatto Quotidiano.it, 31 maggio 2015. URL consultato il 1º aprile 2024 (archiviato il 13 aprile 2023).
24. ↑   Il libretto universitario di Pasolini, la laurea di Pascoli: i cimeli dell'Alma Mater, su la Repubblica, 27 maggio 2015. URL consultato il 1º aprile 2024.
25. 1 2  Lettere 1940-54.
26. ↑  Siciliano, p. 64.
27. ↑  Siciliano, p. 66.
28. ↑   Poesie a Casarsa, su Centro Studi Pier Paolo Pasolini Casarsa (PN). URL consultato il 1º aprile 2024 (archiviato il 27 gennaio 2021).
29. ↑  Siciliano, p. 67.
30. ↑  Gordon, 1996, p. 13.
31. ↑  Naldini, p. 51.
32. ↑  Siciliano, p. 65.
33. ↑  Naldini, p. 326.
34. ↑   Tesi di laurea in Lettere di Pier Paolo Pasolini, su archiviostorico.unibo.it, Università degli Studi di Bologna. URL consultato il 5 gennaio 2023.
35. ↑  Siciliano, p. 104.
36. 1 2  Siciliano, p. 63.
37. ↑  Pasolini '42 - Biblioteca comunale dell'Archiginnasio - Bologna
38. ↑  Naldini, p. 63.
39. ↑  Siciliano, p. 57.
40. ↑  Siciliano, p. 74.
41. ↑  Siciliano, p. 79.
42. ↑  Centro Studi, Versuta.
43. ↑  Zanzotto&Naldini, p. 39.
44. ↑  Siciliano, pp. 92-93.
45. ↑  Siciliano, p. 94.
46. 1 2  Siciliano, p. 99.
47. ↑  Siciliano, p. 100.
48. ↑   Pier Paolo Pasolini autonomista, di Gianfranco Ellero, su Centro Studi Pier Paolo Pasolini Casarsa (PN), 23 settembre 2014. URL consultato il 1º aprile 2024 (archiviato il 24 marzo 2023).
49. ↑  Siciliano, p. 104 e p. 106.
50. ↑   Cinzia Fiori, Le carte segrete di Pasolini, su pasolini.net. URL consultato il 21 luglio 2013 (archiviato dall'url originale il 2 novembre 2013).
51. ↑  Zanzotto&Naldini, p. 13.
52. 1 2  Siciliano, p. 112.
53. ↑  Siciliano, p. 415.
54. 1 2  Siciliano, p. 109.
55. ↑  Siciliano, p. 108.
56. ↑  Naldini, p. 281.
57. ↑  Naldini, p. 86.
58. ↑  Siciliano, p. 116.
59. ↑  Siciliano, pp. 124-126.
60. ↑  Siciliano, p. 126.
61. ↑  rapporto della stazione dei carabinieri di Cordovado n. 17/75, protocollo v. 3
62. 1 2  Diego dalla Palma, A nudo, Sperling & Kupfer, 2010, p. 184
63. 1 2 3 4  https://isites.harvard.edu/fs/docs/icb.topic1210001.files/Belpoliti%20Pasolini.pdf
64. ↑  A. Tonelli, Per indegnità morale. Il caso Pasolini nell’Italia del buon costume, Laterza, 2015.
65. ↑  L. Betti, Pasolini: cronaca giudiziaria, persecuzione, morte, Garzanti, 1977
66. ↑  Siciliano, p. 140.
67. ↑   Roberto Carnero, Il '68 di Pasolini, su treccani.it, 26 febbraio 2008. URL consultato il 26 dicembre 2015 (archiviato dall'url originale l'8 dicembre 2015).
68. ↑  Siciliano, p. 142.
69. ↑  Siciliano, p. 144.
70. ↑  Pier Paolo Pasolini e il panico dell'omosessualit?di Francesco Gnerre. Pubblicata in Testo e senso Archiviato il 25 giugno 2013 in Internet Archive.
71. ↑  Siciliano, p. 145 e p. 160.
72. ↑  Siciliano, p. 160.
73. ↑  Cfr. Pier Paolo Pasolini, Profilo autobiografico, in Ritratti su misura di scrittori italiani, a cura di Elio Filippo Accrocca, Venezia, Sodalizio del Libro, 1960.
74. ↑  Cfr. Giordano Meacci, Improvviso il Novecento. Pasolini professore, Roma, Minimum Fax, 2015.
75. 1 2  Siciliano, p. 167.
76. ↑  Siciliano, p. 163.
77. ↑  Siciliano, p. 171.
78. ↑  Siciliano, p. 166.
79. ↑  Siciliano, p. 173.
80. 1 2  Siciliano, p. 182.
81. 1 2 3  Siciliano, p. 177.
82. ↑  Bazzocchi, pp. 17-18.
83. ↑  Gordon, 1996, p. 17.
84. ↑  Siciliano, p. 184.
85. ↑  Siciliano, p. 186.
86. 1 2 3  Siciliano, p. 185.
87. ↑  Siciliano, p. 193.
88. ↑  Siciliano, pp. 182-183.
89. ↑  Naldini, p. 121.
90. ↑  Siciliano, pp. 219-220.
91. ↑  Gordon, 1996, p. 18.
92. ↑  Lettera a A. Trombadori, pubblicata su Il Contemporaneo, 21 agosto 1957. Siciliano, p. 266.
93. ↑  Avventurosa, p. 185.
94. ↑  Siciliano, p. 189.
95. ↑  Siciliano, p. 217.
96. ↑  Siciliano, p. 207.
97. ↑  Naldini, p. 173.
98. ↑  Siciliano, p. 415 e p. 406.
99. ↑  Gordon, 1996, p. 19.
100. ↑  The Italian Sartre: Another Film from a Novel by Pasolini, The Times (London, England), Tuesday, Apr 24, 1962; pg. 14; Issue 55373.
101. ↑  Siciliano, p. 209.
102. ↑  Siciliano, p. 235.
103. ↑  Siciliano, pp. 209-210.
104. ↑  Siciliano, p. 236.
105. ↑  Betti&Bandini, p. 107.
106. ↑  Siciliano, p. 263.
107. ↑  Siciliano, p. 258.
108. ↑  Murri, p. 19.
109. 1 2 3  Murri, p. 20.
110. ↑  Siciliano, pp. 344-345.
111. ↑   Pier Paolo Pasolini, un poeta alla sbarra, su articolotrentatre.it, 4 Mar. 2022.
112. ↑   Pasolini in tribunale, su scudit.net.
113. ↑  Breve descrizione dei processi a Pasolini - Pagine corsare Archiviato il 20 agosto 2009 in Internet Archive.
114. ↑  Siciliano, pp. 242-243.
115. ↑  Siciliano, p. 245.
116. ↑   Rai Storia racconta il processo Pasolini nel tribunale di Latina, su latina24ore.it, 12 Feb. 2017.
117. ↑   Archivio Foto "Luce"/ 1961/ Tribunale di Latina: Pasolini in tribunale con Avvocati difensori Francesco Carnelutti e Berlingieri, su patrimonio.archivioluce.com.
118. ↑  Siciliano, pp. 247-248.
119. ↑   Copia archiviata, su circei.it. URL consultato il 25 febbraio 2021 (archiviato il 25 febbraio 2021).
120. 1 2  Siciliano, p. 351.
121. ↑  Siciliano, p. 252.
122. 1 2  Siciliano, p. 271.
123. ↑  Siciliano, p. 255.
124. ↑  Alberto Moravia, L'uomo medio sotto il bisturi, "L'espresso", 3 marzo 1963
125. ↑   Lo scandalo intellettuale di Pier Paolo Pasolini, su IMP[O]SSIBLE BOOK, 18 novembre 2016. URL consultato il 26 gennaio 2020 (archiviato il 26 gennaio 2020).
126. ↑  Siciliano, p. 285.
127. ↑  Siciliano, p. 267.
128. ↑  Murri, p. 42.
129. ↑   Pasolini: "io non posso vivere senza fare un film su Gesù", su adnkronos.com, 23 Sett. 2009.
130. ↑   "viaggio in Palestina- 1963 - sopralluoghi per un Vangelo da farsi", su centrostudipierpaolopasolinicasarsa.it.
131. 1 2 3  Murri, p. 46.
132. ↑  Siciliano, p.279 e 286.
133. ↑  Siciliano, p.296 e 297.
134. ↑  Siciliano, pp. 293-295.
135. ↑  Murri, p. 63.
136. 1 2  Siciliano, p. 298.
137. ↑  Naldini, p. 240.
138. 1 2  Siciliano, p. 303.
139. ↑  Siciliano, pp. 304-306.
140. ↑   Pasolini ed Ezra Pound: un incontro di poesia e di amicizia, su RaiEdu, 29 ottobre 2012. URL consultato il 26 gennaio 2020 (archiviato dall'url originale il 3 novembre 2012).
141. ↑  Siciliano, p. 314.
142. ↑  Murri, p. 104.
143. ↑  Spila, p. 82.
144. ↑  Lettere 1945-75, p.CXX.
145. ↑   Pier Paolo Pasolini, Il Pci ai giovani, su L'Espresso, 16 giugno 1968. URL consultato il 26 gennaio 2020 (archiviato il 30 gennaio 2012).
146. ↑  Siciliano, pp. 322-323.
147. ↑   Vi odio cari studenti, su pasolini.net. URL consultato il 24 luglio 2013 (archiviato dall'url originale il 5 luglio 2013).
148. ↑  Vincenzo Mollica, Domenico Modugno, edizioni Lato Side, 1981, pag. 89
149. ↑  Bazzocchi, p. 186.
150. ↑  Siciliano, p. 299.
151. ↑  Murri, p. 113.
152. ↑  Siciliano, p. 327.
153. ↑  Siciliano, p. 329.
154. ↑   Candida Morvillo, Pier Paolo Pasolini e Maria Callas, storia di un amore impossibile, su Io Donna, 29 ottobre 2015. URL consultato il 26 gennaio 2020 (archiviato il 4 febbraio 2016).
155. ↑  Gordon, 1996, p. 22.
156. ↑   I luoghi di Pasolini, su pasolini.net. URL consultato il 29 aprile 2010 (archiviato dall'url originale il 19 giugno 2010).
157. ↑   Angioletta Tiburli, Pasolini nel paesaggio più bello del mondo (PDF), in Biblioteca e Società, dicembre 1999. URL consultato il 12 agosto 2010 (archiviato dall'url originale il 30 dicembre 2011).
158. ↑  Siciliano, pp. 347-349.
159. ↑  Zanzotto&Naldini, p. 86.
160. ↑  Siciliano, p. 341.
161. ↑   Cesare Peli, Pier Paolo Pasolini. L'odiato cattocomunista, La Case Production, 2013, ISBN 9788897526261.
«16/04/71, Torino.Denuncia contro Pasolini nella sua qualità di direttore di "Lotta Continua" per istigazione a disobbedire alle leggi e per propaganda antinazionale.»
162. ↑   Mino mandò a Papa Luciani l’elenco dei prelati infedeli…Quella notte il Papa morì, LA7 Attualità. (4:59)
163. ↑   Marco Antonio Bazzocchi, Pier Paolo Pasolini, B. Mondadori, 1998,  p. 33, ISBN 9788842494607.
«Pasolini presta il proprio nome a " Lotta continua co- me direttore responsabile del giornale :»
164. ↑  Siciliano, p. 338.
165. ↑  Murri, p. 130.
166. ↑  Siciliano, p. 411.
167. ↑  Siciliano, p. 263 e p. 265.
168. ↑  Murri, pp. 347-349.
169. ↑  Sentenza n. 308 del 20 ottobre 1972 emessa dal Tribunale di Benevento - Sezione Penale.
170. ↑  Murri, p. 131.
171. ↑  (FR) Il fiore delle mille e une note (les mille et une nuit), su festival-cannes.com. URL consultato il 28 luglio 2013 (archiviato il 2 novembre 2012).
172. ↑  Siciliano, pp. 351-352.
173. ↑  Siciliano, p. 359.
174. ↑  Rispettivamente su la rivista ABC del 10 gennaio 1969 e Nuovi Argomenti luglio-settembre 1969. Siciliano, p. 379.
175. ↑  Siciliano, p. 379.
176. ↑  da l'Appendice a Bestia da stile, Garzanti, 1979
177. ↑  Siciliano, p. 360.
178. ↑  Murri, p. 155.
179. ↑  Murri, p. 144.
180. ↑  Siciliano, p. 385.
181. ↑  Murri, p. 158.
182. ↑   Pier Paolo Pasolini, Contro i capelli lunghi, su Corriere della Sera, 7 gennaio 1973. URL consultato il 1º aprile 2024 (archiviato dall'url originale il 10 febbraio 2017).
183. ↑  Siciliano, p. 362.
184. ↑  Audiolettura di tre articoli degli Scritti corsari Archiviato il 13 febbraio 2010 in Internet Archive.
185. ↑  Siciliano, pp. 364-365.
186. ↑  Dal libro Scritti corsari, pagina 65, edito da Garzanti
187. ↑  Siciliano, p. 372.
188. ↑   Pier Paolo Pasolini, Cos'è questo golpe? Io so, su corriere.it, Corriere della Sera, 14 novembre 1974. URL consultato il 21 luglio 2013 (archiviato il 23 febbraio 2003).
189. ↑  Siciliano, p. 368.
190. ↑  Siciliano, p. 376.
191. ↑   Copia archiviata, su videotecapasolini.blogspot.ca. URL consultato il 3 maggio 2019 (archiviato dall'url originale il 15 novembre 2016).
192. ↑  frase pubblicata in: P.P. Pasolini, Saggi sulla politica e la società
193. ↑   Maria Luisa Agnese, Pasolini e la «rivoluzione del corpo» in canottiera, su CORRIERE DELLA SERA.it, 22 luglio 2013. URL consultato il 26 gennaio 2020 (archiviato dall'url originale il 6 gennaio 2014).
194. ↑  Giovanni Casoli, Novecento letterario italiano ed europeo: autori e testi scelti Archiviato il 6 gennaio 2014 in Internet Archive., pag. 543.
195. ↑  Siciliano, p. 380.
196. ↑   Alberto Moravia, Un poeta e narratore che ha segnato un'epoca, su pasolini.net. URL consultato il 24 luglio 2013 (archiviato dall'url originale il 22 agosto 2013).
197. ↑  Siciliano, pp. 11-12.
198. ↑  Sentenza della Corte di Cassazione - Processo a Pino Pelosi per l'assassinio di Pasolini - Pagine corsare Archiviato il 3 novembre 2013 in Internet Archive.
199. ↑  Bellezza, p. 27.
200. ↑  Siciliano, p. 15.
201. 1 2   Copia archiviata, su pasolini.net. URL consultato il 21 dicembre 2013 (archiviato dall'url originale il 3 novembre 2013).
202. ↑  Siciliano, p. 391.
203. ↑   Delitto Pasolini, è morto Pino Pelosi, su repubblica.it. URL consultato il 22 agosto 2022.
204. ↑   Oriana Fallaci, È stato un massacro, su pasolini.net. URL consultato il 27 luglio 2013 (archiviato dall'url originale il 2 novembre 2013).
205. ↑   Oriana Fallaci, Oriana Fallaci: la mia verità negata sulla morte di Pasolini, su lamescolanza.com. URL consultato il 27 luglio 2013 (archiviato dall'url originale il 18 luglio 2013).
206. 1 2  Dossier delitto Pasolini, Kaos edizioni, seconda edizione aggiornata 2008. ISBN 978-88-7953-198-6
207. ↑  Siciliano, pp. 18-22.
208. ↑   Un film di Marco Tullio Giordana:Pasolini, un delitto italiano, su pasolini.net. URL consultato il 27 luglio 2013 (archiviato l'8 febbraio 2004).
209. 1 2 3 4   Antonio Debenedetti e Marco Tullio Giordana, "Morte senza complotti", su CORRIERE DELLA SERA.it, 6 aprile 1995. URL consultato il 26 gennaio 2020 (archiviato dall'url originale il 2 febbraio 2014).
210. ↑   Ranieri Polese, Pelosi: «Pasolini? Lo conoscevo già», su CORRIERE DELLA SERA.it, 22 luglio 2008. URL consultato il 26 gennaio 2020 (archiviato dall'url originale il 7 agosto 2008).
211. ↑   È morto Pino Pelosi. L'avvocato: "Verità non è morta con lui", su Dire.it, 20 luglio 2017. URL consultato il 30 dicembre 2021.
212. ↑   Storie maledette 2014 - Pasolini: quel corpo senza pace - Pino Pelosi - Video, su RaiPlay. URL consultato il 30 dicembre 2021.
213. ↑   Non abbiate paura della verità - "Diario", su pasolini.net, 28 ottobre 2005. URL consultato il 26 gennaio 2020 (archiviato il 19 giugno 2010).
214. ↑   È morto Sergio Citti, erede di Pasolini, su CORRIERE DELLA SERA.it, 11 ottobre 2005. URL consultato il 28 gennaio 2020 (archiviato il 10 dicembre 2005).
215. ↑   Copia archiviata, su youtube.com. URL consultato il 5 novembre 2015 (archiviato il 31 marzo 2016).
216. ↑   Gianni Borgna e Carlo Lucarelli, Borgna e Lucarelli: Così morì Pasolini, su La Repubblica.it - MicroMega, 23 luglio 2008. URL consultato il 28 gennaio 2020 (archiviato il 31 luglio 2008).
217. ↑  cfr. per esempio il volume di Gianni D'Elia, Il petrolio delle stragi, Effigie, Milano 2006, nonché Giallo Pasolini Archiviato il 1º aprile 2010 in Internet Archive. di Carla Benedetti su L'Espresso.
218. ↑   Antimafia, ipotesi omicidio Pasolini legato a furto film, su ANSA.it, 16 dicembre 2022. URL consultato il 1º aprile 2024 (archiviato il 19 dicembre 2022).
219. ↑  Io so i nomi dei responsabili... di Susanna Cotugno (morte di Pasolini) Archiviato il 2 novembre 2013 in Internet Archive.
220. ↑   Walter Veltroni, «Il sangue, i vestiti, il plantare Riapriamo il caso Pasolini», su CORRIERE DELLA SERA.it, 22 marzo 2010. URL consultato il 28 gennaio 2020 (archiviato il 20 aprile 2010).
221. ↑  Stefano Maccioni, D. Valter Rizzo, Simona Ruffini. Nessuna pietà per Pasolini, Editori Internazionali Riuniti, 2011, ISBN 978-88-359-9096-3
222. ↑   Pasolini, spunta un testimone "Forse nuove piste nell'indagine", in la Repubblica, 1º aprile 2010. URL consultato il 14 agosto 2013 (archiviato il 2 giugno 2010).
223. ↑   Vincenzo Imperitura, Pasolini, naufraga anche la nuova inchiesta, su IL TEMPO.it, 7 febbraio 2015. URL consultato il 28 gennaio 2020 (archiviato il 30 giugno 2015).
224. ↑   Pasolini, dopo 5 anni nessuna verità - Sull’omicidio cala il sipario, su CORRIERE DELLA SERA, 25 maggio 2015. URL consultato il 28 gennaio 2020 (archiviato il 5 luglio 2015).
225. ↑   L'intervista è stata fatta da Furio Colombo, L'ULTIMA INTERVISTA DI PIER PAOLO PASOLINI – Siamo tutti in pericolo –, su Sagarana. URL consultato il 28 gennaio 2020 (archiviato il 20 ottobre 2007).
226. 1 2  Pasolini in salsa piccante, Guanda, p. 95 e 96.
227. 1 2   Carla Benedetti su Venerdì di Repubblica 8 giugno 2012, su PIER PAOLO PASOLINI: LIFE AND WORKS. URL consultato il 28 gennaio 2020 (archiviato il 6 marzo 2016).
228. 1 2   Francesco Pacifico, MEMORIE DEL REDUCE ARBASINO, su minima&moralia, 26 settembre 2015. URL consultato il 28 gennaio 2020 (archiviato il 5 ottobre 2013).
229. ↑  Italica - Pasolini Pier Paolo: Intervista a Walter Siti Archiviato il 3 febbraio 2014 in Internet Archive.
230. ↑   Insulti al poeta degli "scandali annunciati", su pasolinipuntonet.blogspot. URL consultato il 28 gennaio 2020 (archiviato il 7 marzo 2016).
231. ↑   Marco Belpoliti, Pasolini, è ora di seppellire il complotto, su LA STAMPA.it, 1º aprile 2010. URL consultato il 28 gennaio 2020 (archiviato il 4 aprile 2010).
232. ↑   Marco Belpoliti, Il corpo insepolto di Pasolini, su NAZIONE INDIANA, 1º aprile 2010. URL consultato il 28 gennaio 2020 (archiviato l'11 agosto 2010).
233. 1 2   Dino Martirano, «Aveva ragione Andreotti. Pier Paolo se l’è cercata», su CORRIERE DELLA SERA.it, 9 maggio 2005. URL consultato il 28 gennaio 2020 (archiviato il 25 settembre 2005).
234. ↑  Nico Naldini, Breve vita di Pasolini, Guanda p. 119.
235. ↑  Nico Naldini, Breve vita di Pasolini, Guanda p. 138.
236. ↑   Gian Paolo Serino, L'omicidio di Pasolini Notte masochista con finale annunciato, su il Giornale.it, 17 ottobre 2010. URL consultato il 28 gennaio 2020 (archiviato il 3 febbraio 2014).
237. ↑   Ferdinando Camon, Com'è morto Pasolini, su ferdinandocamon.it, 10 maggio 2005. URL consultato il 28 gennaio 2020 (archiviato il 6 maggio 2006).
238. ↑   Mary B. Tolusso, L'amico-pittore Zigaina: «Pasolini in codice annunciò la sua morte», su KataWeb. URL consultato il 28 gennaio 2020 (archiviato dall'url originale l'8 maggio 2016).
239. ↑  Giuseppe Zigaina, Pasolini e la morte. Un giallo puramente intellettuale, collana Gli Specchi, Marsilio, 2005, pp. 127, ISBN 88-347-8849-4.
240. ↑  Pasolini: dal mito della morte al mito del morto, di Bruno Pischedda Archiviato il 1º febbraio 2014 in Internet Archive.
241. ↑   Pierluigi Battista, Ossessione Pasolini, su CORRIERE DELLA SERA.it. URL consultato il 28 gennaio 2020 (archiviato il 15 aprile 2012).
242. ↑  Massimo Fini, Pasolini, quarant'anni non sono ancora bastati, il Fatto Quotidiano, 21 ottobre 2015.
243. ↑   Federico Zeri, Dove l'acqua del Tevero s'insala - Pasolini secondo Federico Zeri, su Italia Libri. URL consultato il 26 gennaio 2020 (archiviato il 7 ottobre 2008).
244. ↑   Pasolini, gli occhi del figlio, in Robinson di La Repubblica, 26 luglio 2020. URL consultato il 1º gennaio 2023.
245. ↑   Supplica a mia madre, su corriere.it. URL consultato il 9 gennaio 2023.
246. ↑  (EN) Teorema, su labiennale.org, 2022. URL consultato l'11 gennaio 2023.
247. ↑   Susanna Colussi, la madre del poeta Pasolini (da Compagna di viaggio del figlio poeta, Il Corriere della sera, 3 febbraio 1981, Giulio Nascimbeni, p.3., su cittapasolini.com, 10 marzo 2021. URL consultato l'11 gennaio 2023.
248. ↑  Nico Naldini, Pasolini: Una vita, Torino, Einaudi, 1989, p. 314.
249. ↑  Marco Antonio Bazzocchi, Pier Paolo Pasolini, Milano, B. Mondadori, 1998, p. 119.
250. ↑  Gigliola Biasi-Richter, Pier Paolo Pasolini e l'amore per la madre: metamorfosi di un sentimento: indagine psicoanalitica ispirata dai film Edipo re e Medea, Osnabrück, Rasch, 2001.
251. ↑   Lettera di Oriana Fallaci a Pier Paolo Pasolini, 14 novembre 1975, su cittapasolini.com.
252. ↑   Mirco De Stefani, Giochi di Dioniso. Sedici composizioni musicali su testi di Andrea Zanzotto, Treviso, Canova, 2010,  pp. 225-235, ISBN 978-88-8409-230-4.
253. ↑  (FR) Académie Goncourt, su academiegoncourt.com. URL consultato il 30 ottobre 2019.
254. ↑  Daniele Bevilacqua, Pasolini in fumetti, disegni e illustrazioni. Due mostre con inediti a Roma, su Fumo di China n. 324, Ed. Freecom, Verona, novembre 2022, pp. 22-23.
255. ↑   Coil – Ostia – Vienna 2002 [AMT #1 + AMT #4 + SBD #1]. URL consultato il 27 aprile 2022.
256. ↑   Coil - Ostia (The Death Of Pasolini) live. URL consultato il 27 aprile 2022.
257. ↑   Salerno Letteratura 2022, inaugurazione con tanti ospiti e un omaggio a Pasolini, su www.ilmattino.it, 17 giugno 2022. URL consultato il 19 giugno 2022.
258. ↑   L'ex cinema Diana intitolato a Pier Paolo Pasolini, su salerno.corriere.it.
259. ↑   !Una visione nuova", proiezione con regista e produttrice in sala, su ilcentro.it.
260. ↑   "Pier Paolo Pasolini – Una visione nuova": un film documentario da non perdere. Al cinema, su amica.it.
261. ↑  (EN) Mark Beaumont, Kanye West: God & Monster, Omnibus Press, 13 aprile 2015, ISBN 978-1-78323-394-6. URL consultato il 19 settembre 2024.
262. ↑  (EN) J. Bailey, The Cultural Impact of Kanye West, Springer, 6 marzo 2014, ISBN 978-1-137-39582-5. URL consultato il 19 settembre 2024.
263. ↑  (EN) Chris Richardson, “Can't Tell Me Nothing”: Symbolic Violence, Education, and Kanye West, in Popular Music and Society, vol. 34, n. 1, 2011-02,  pp. 97-112, DOI:10.1080/03007766.2011.539831. URL consultato il 19 settembre 2024.
264. ↑   CENTRO STUDI - ARCHIVIO PIER PAOLO PASOLINI, su Cineteca di Bologna. URL consultato il 28 gennaio 2020 (archiviato dall'url originale il 14 maggio 2012).
265. ↑   Pier Paolo Pasolini (Bologna 1922 - Ostia, Roma 1975), su Gabinetto Vieusseux (archiviato il 14 novembre 2016).
266. ↑   Centro studi, su Centro Studi Pier Paolo Pasolini Casarsa della Delizia. URL consultato il 28 gennaio 2020 (archiviato il 22 luglio 2011).
267. ↑   The Western Canon by Harold Bloom, su interleaves.org. URL consultato il 23 luglio 2025 (archiviato dall'url originale il 17 aprile 2025).
268. ↑  (EN) The Western Canon, su ebooks.adelaide.edu.au. URL consultato il 27 luglio 2013 (archiviato il 30 dicembre 2013).
269. ↑   Pasolini e il suo mito. Numero Speciale de L’Ulisse a cura di Francesco Ottonello, su Le parole e le cose², 5 marzo 2024. URL consultato il 6 marzo 2024.
270. ↑  Acronimo per Centro di Ricerca Applicazione e Studi
271. ↑   Canzoni contro la guerra: Gabriella Ferri - Cristo al Mandrione, su www.antiwarsongs.org. URL consultato il 28 aprile 2023.
272. ↑   Premio Giovanni da Udine (PDF), in Friuli nel Mondo, Anno XXVII Numero 302, Dicembre 1979,  p. 4.
273. ↑   Segreti e bizzarrie del mondo del doppiaggio - Quiz n. 135, su antoniogenna.net.